# Graffiti

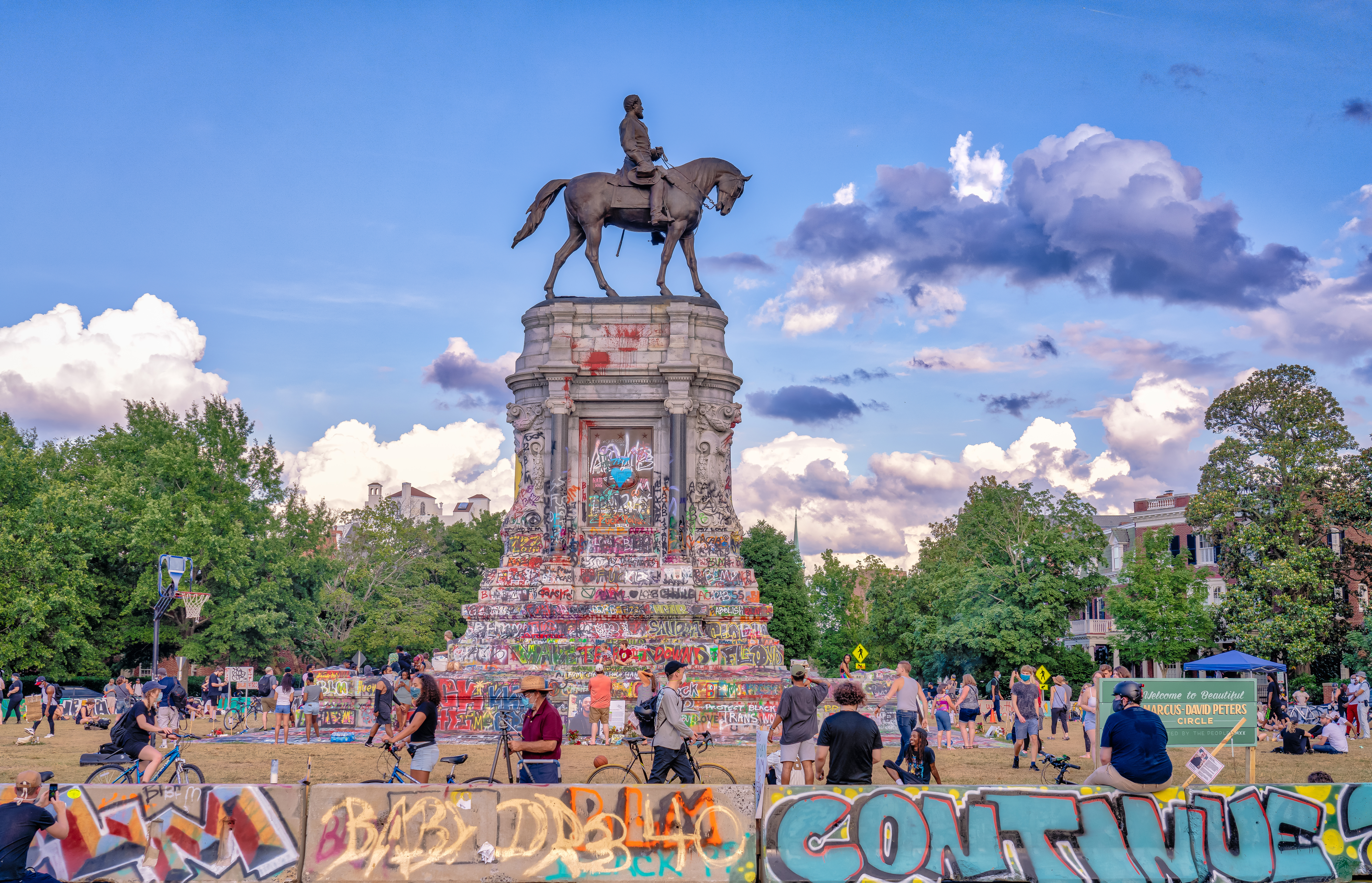
Politische Graffiti am Denkmal des US-Südstaaten-Generals Robert E. Lee im Rahmen der George-Floyd-Proteste

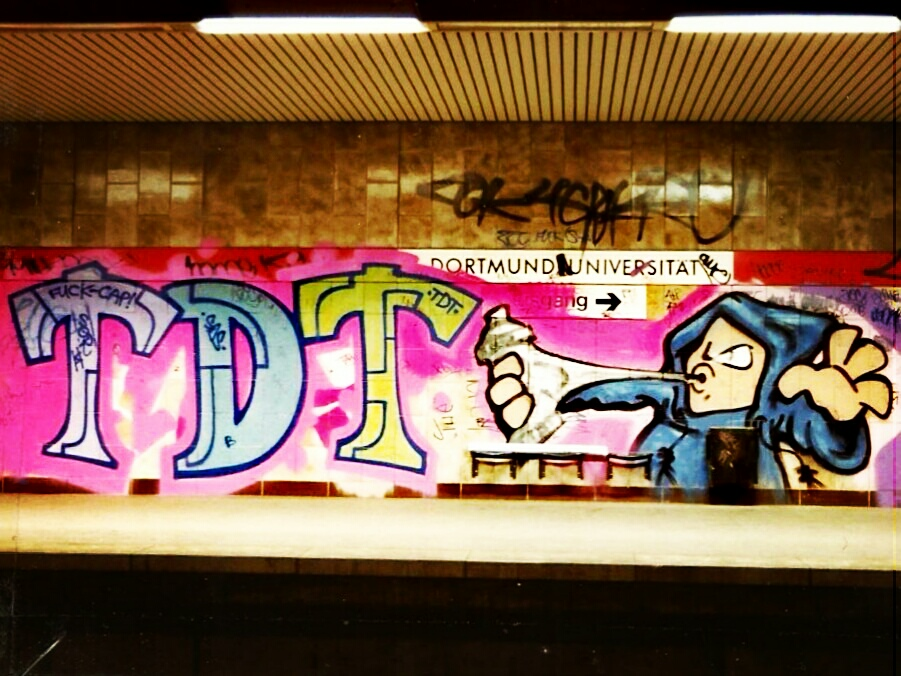
S-Bahn-Haltepunkt Dortmund Universität, 1992

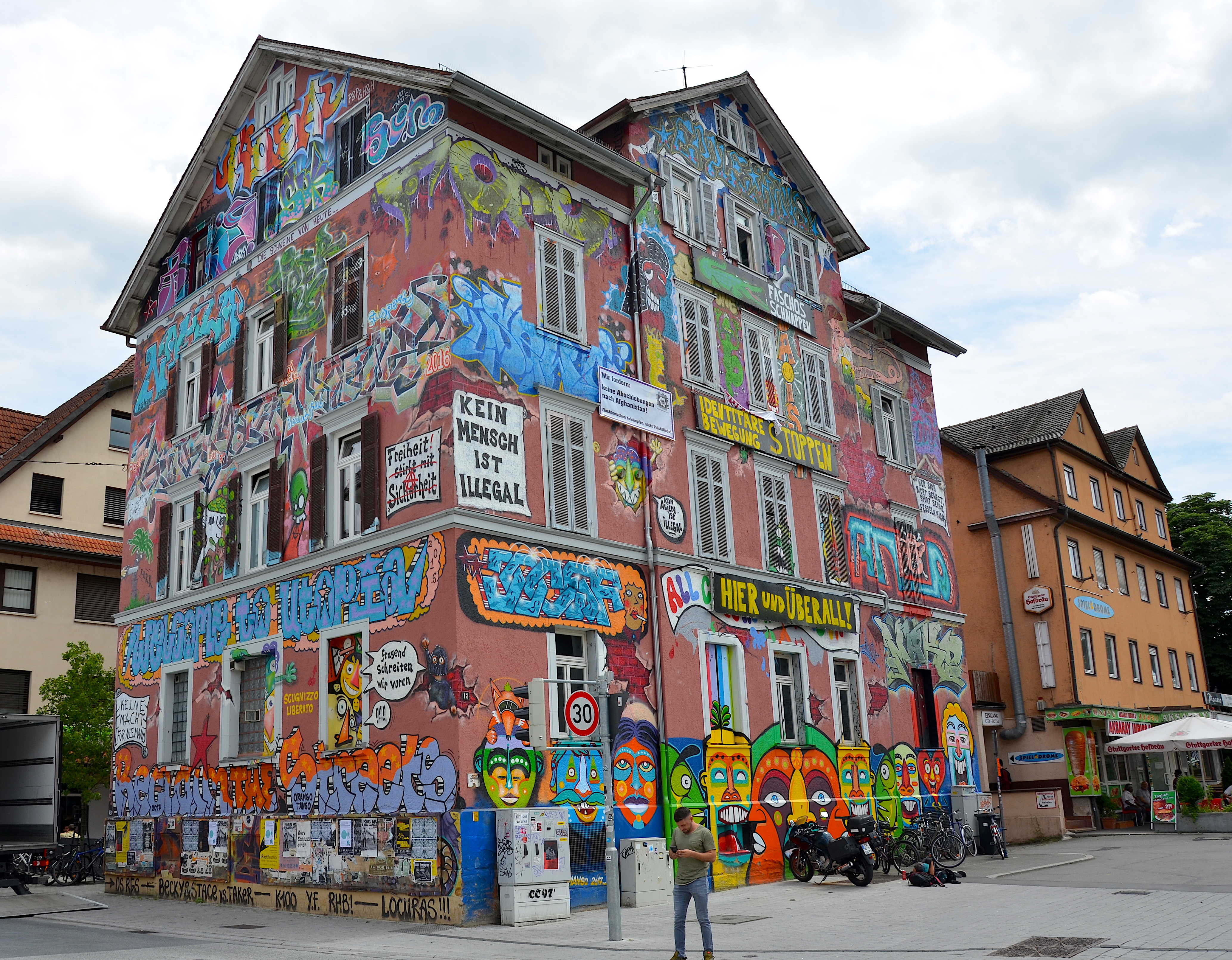
Legal durch Sprayer gestaltete Flächen, Epplehaus in Tübingen (2018)

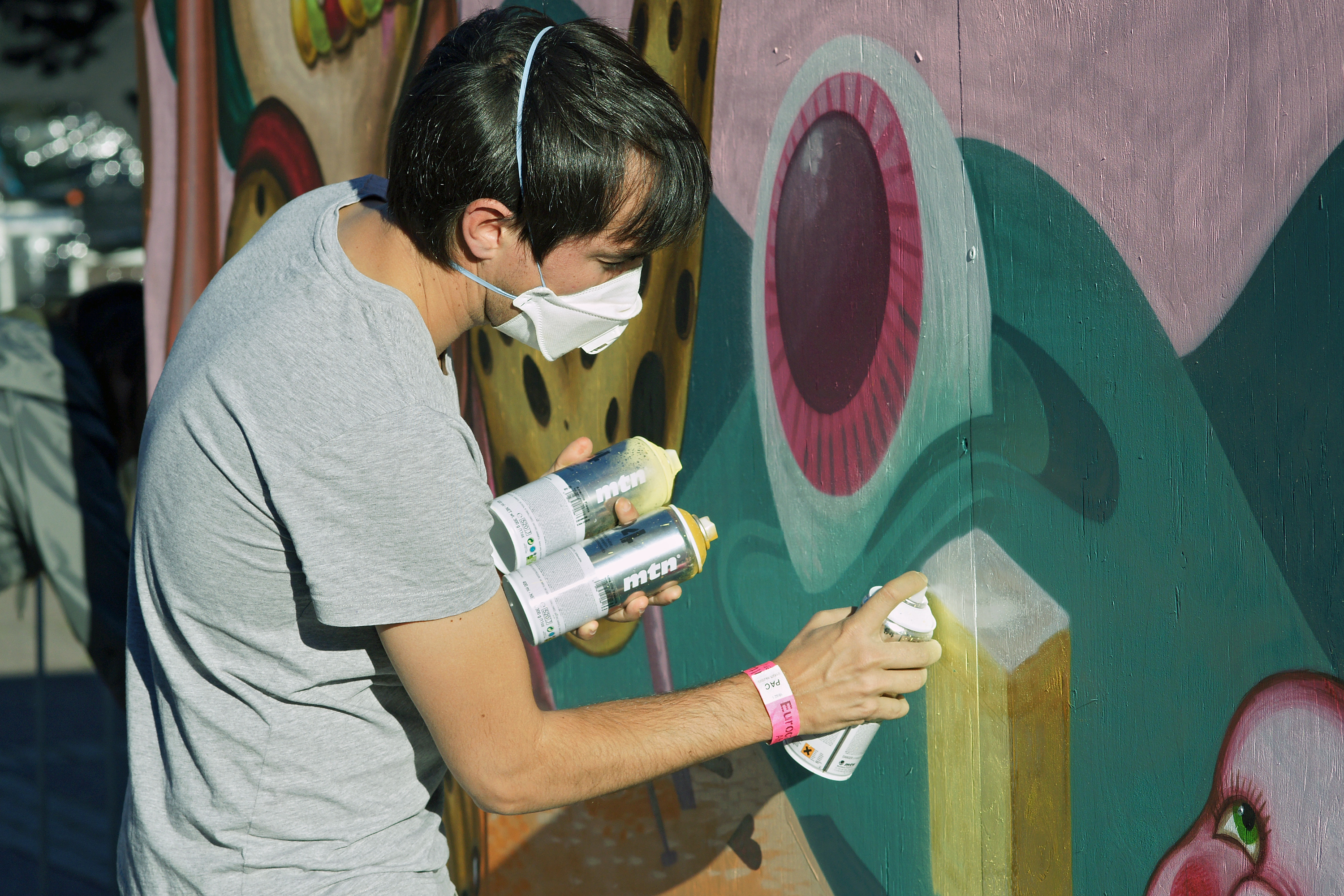
Sprayer bei der Arbeit (2012)

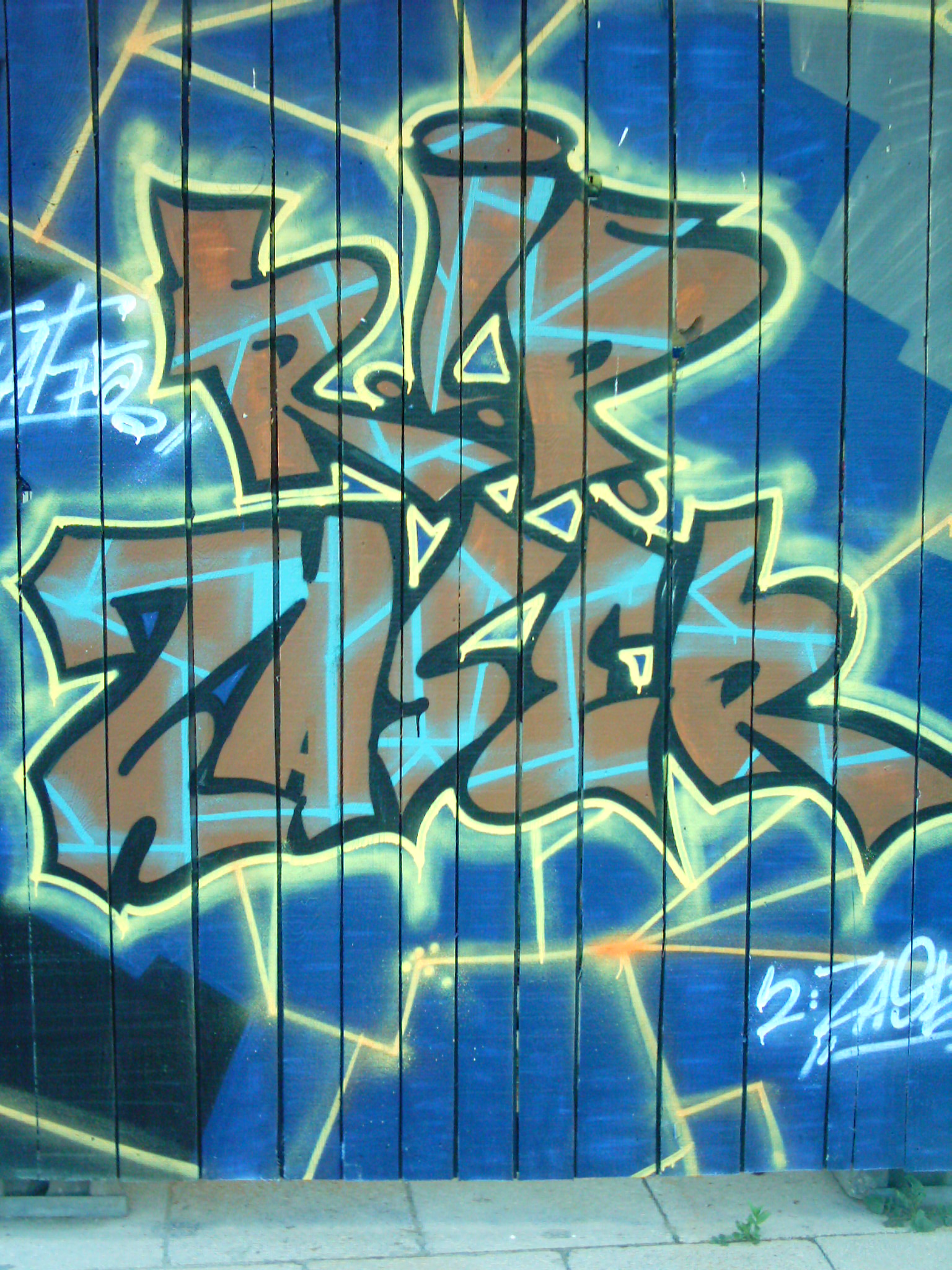
Graffito an einem Bauzaun

Graffiti (italienisch; Singular Graffito) steht heute als Sammelbegriff für thematisch und gestalterisch unterschiedliche sichtbare Elemente, zum Beispiel Bilder, Schriftzüge oder Zeichen, die mit verschiedenen Techniken auf Oberflächen oder durch deren Veränderung im privaten und öffentlichen Raum erstellt wurden. Die Graffiti werden zumeist unter Pseudonym und oft illegal gefertigt. Ersteller von Graffiti, insbesondere wenn sie Sprühdosen verwenden, werden häufig Sprayer (englisch für Sprüher) genannt, bezeichnen sich selbst aber als Graffitikünstler.
Im archäologischen und geschichtswissenschaftlichen Kontext steht der Begriff „Graffiti“ dagegen für Kleininschriften, die in einen Gegenstand eingeritzt wurden – entsprechende aufgemalte Inschriften werden als Dipinti bezeichnet.
Die Akzeptanz und Definition von Graffiti in der Gegenwart ist unterschiedlich geprägt. Werden nicht genehmigte Graffiti in der öffentlichen Wahrnehmung, insbesondere in der westlichen Welt, meist als Form des Vandalismus betrachtet, werden sie von anderer Seite auch als Form der Kunst anerkannt.
Öffentliche und private Einrichtungen treffen vielschichtige Maßnahmen, um das illegale Anbringen von Graffiti zu verhindern. Viele Gemeinden geben spezielle Flächen frei. Der Zentralverband der Deutschen Haus- und Grundeigentümer teilte 2005 mit, dass die Entfernung unerlaubter Graffiti von Gebäuden und öffentlichen Verkehrsmitteln pro Jahr rund 500 Millionen Euro koste. Die Deutsche Bahn beziffert ihre Schäden im Jahr 2012 auf 33 Millionen Euro, von 30.000 Vandalismustaten seien 14.000 Graffiti-Fälle.

## Wortherkunft
Graffiti ist der Plural des aus dem italienischen stammenden Worts graffito. Es leitet sich etymologisch aus dem Griechischen von γράφειν (graphein) ab, was schreiben und zeichnen bedeutet.
Im Italienischen bedeutete graffito ursprünglich Schraffur und bezeichnete (neben der heute auch modernen Bedeutung) eine in Stein geritzte Inschrift oder ornamentale bzw. figurale Dekoration (siehe auch die Kratztechniken des Sgraffito).
Heute wird auch von einem Graffiti statt von einem Graffito gesprochen und der analog gebildete Plural Graffitis verwendet.
Der Duden erlaubt beide Begriffe.
Im offiziellen Sprachgebrauch der DDR wurden Graffiti als Teil der Hip-Hop-Jugendkultur als „Rapschrift“ bezeichnet, abgeleitet von Rap.

## Formen von Graffiti
Es gibt viele verschiedene Arten von Graffiti, deren Abgrenzung oft nicht eindeutig möglich ist. Zum Beispiel können auch Klograffiti politische Inhalte haben oder ein Writer malt einen Schriftzug mit dem Namen seines Lieblingsfußballvereins. Besonders die Unterscheidung zwischen Writing und Streetart ist schwierig, da sich die Techniken oft überschneiden.

### Style-Writing

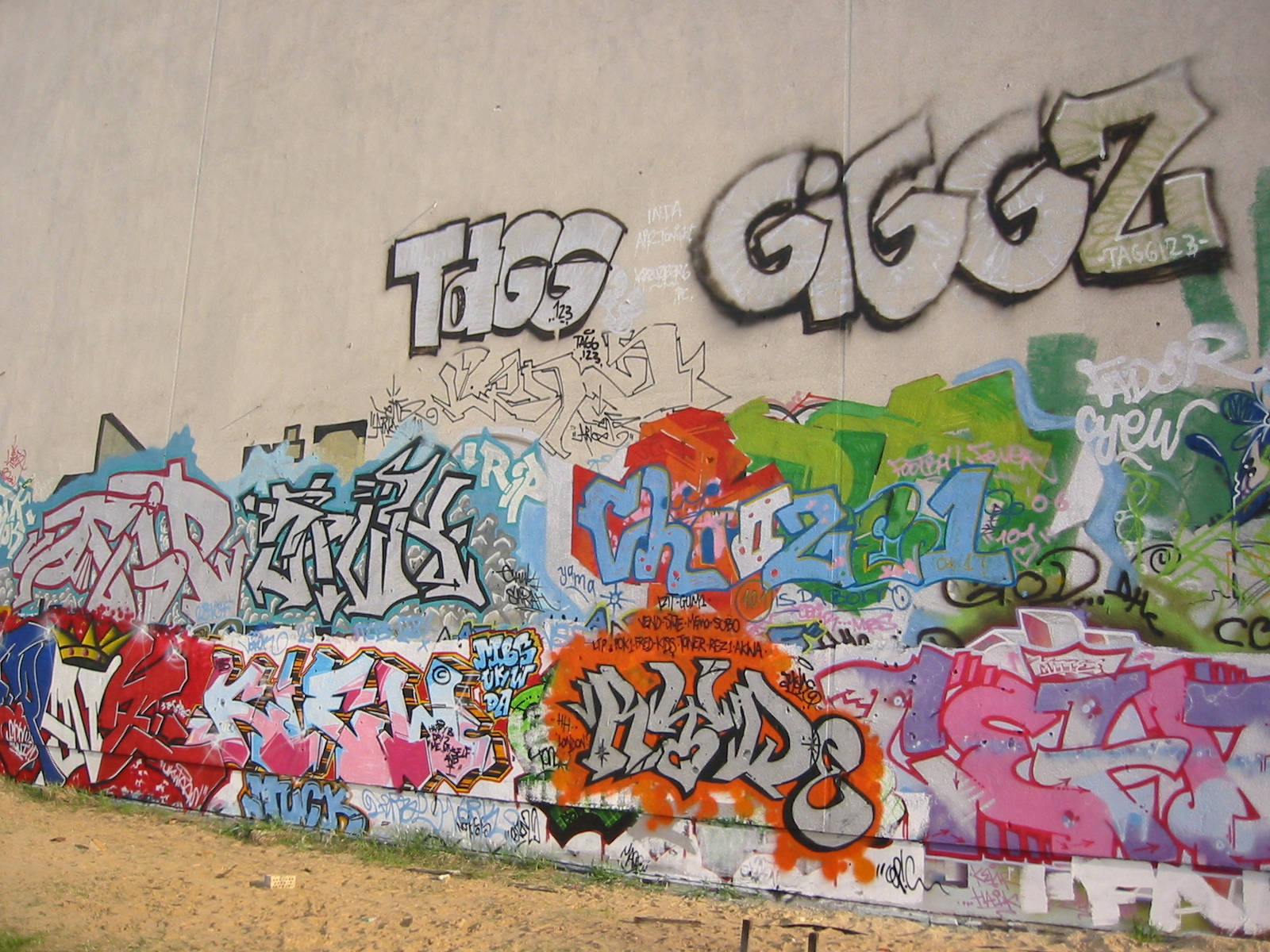
Verschiedene Style-Writing-Pieces in Berlin

Style-Writing/Graffiti-Writing oder kurz Writing ist die mittlerweile am weitesten verbreitete Form von Graffiti und wird deswegen von der Allgemeinheit auch am stärksten wahrgenommen. Durch diesen Umstand findet meist keine Differenzierung zu anderen Formen von nichtwritingbezogenem Graffiti in der breiten Bevölkerung statt. Beim Writing bildet die Schrift (Buchstaben und Zahlen) das Basiselement der Bildkomposition und die Akteure (Writer) stellen an sich selbst einen künstlerischen Anspruch. Die möglichst häufige Verbreitung des Namens bzw. vielmehr des Pseudonyms eines Graffiti-Writers in Kombination mit dessen möglichst einzigartiger, innovativer und vor allem ästhetischer Gestaltung bilden die zentralen Ziele, um ein Höchstmaß an Ruhm (Fame) zu erlangen. Die Ästhetik steht dabei jedoch im Vordergrund. Ein Writer, der viel malt, aber keinen guten Style hat, erhält seltener Anerkennung von anderen Szenemitgliedern. Bekannte Writing-Künstler sind unter anderem Loomit, DAIM oder auch der Schweizer Dare oder der Deutsch-Franzose Darco.
In der Hip-Hop-Kultur bildet Writing (neben MCing, DJing und B-Boying) eines der vier wesentlichen Elemente. Der Gedanke eines gewaltfreien Wettstreits und das Austragen von Konflikten auf künstlerischer Ebene (Battle) ist ein wesentliches Charakteristikum der friedlichen Writing-Kultur – ebenso wie bei den anderen Elementen des Hip-Hop – und manifestiert sich heutzutage zum Beispiel im weltweit größten Writing-Wettbewerb Write4Gold, bei dem Writer auf zunächst nationaler und in weiteren Runden auch internationaler Ebene gegeneinander antreten, um die Besten ihrer Zunft zu wählen. Writing steht somit im Gegensatz zu der gewalttätigen Gangkultur und darf nicht mit dieser verwechselt werden. Es gibt allerdings auch Writer und Crews, die exklusive Hoheitsansprüche auf ein bestimmtes Gebiet oder auch zum Beispiel eine Zugabstellanlage (Yard) stellen und „Eindringlinge“ rigoros übermalen oder teilweise sogar gewaltsam gegen diese vorgehen.

### Scratching (deutsch: Kratzen)

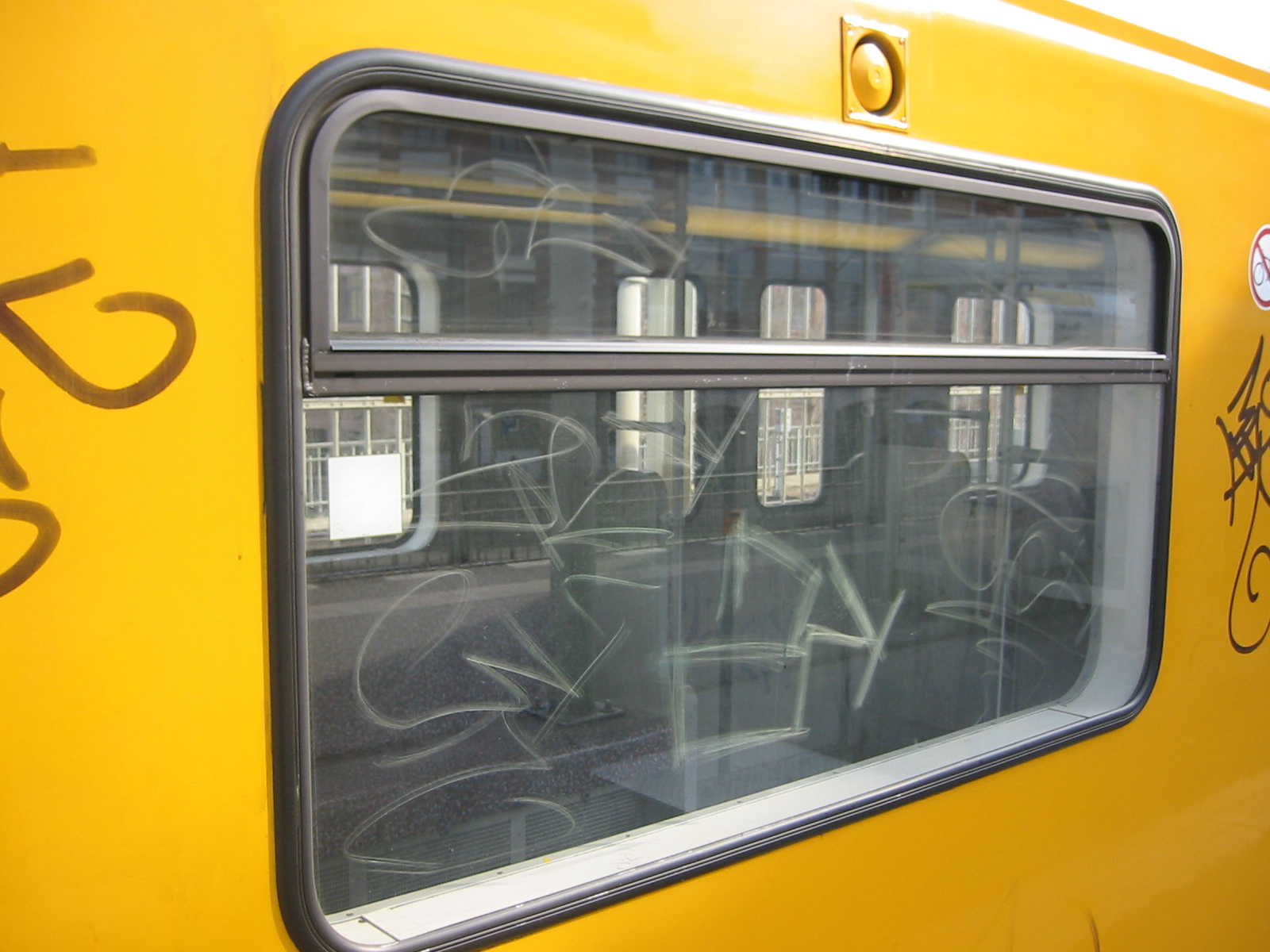
Scratchings an einer Scheibe der Berliner U-Bahn

Das Einkratzen von Zeichnungen oder Schrift in Oberflächen ist die vermutlich älteste Form von Graffiti.
Das moderne Scratching, bei dem Tags mit (Schleif-)Steinen, Glasscherben, Schleifpapier oder Messern in Plastikoberflächen oder die Fensterscheiben von öffentlichen Verkehrsmitteln wie Zügen, Straßenbahnen und Bussen gekratzt werden, kam Mitte der 1990er Jahre als Reaktion der Writerszene auf eine zunehmend zeitnahe Reinigung von gemalten und gesprühten Graffiti auf. In vielen öffentlichen Verkehrsmitteln, insbesondere in Berlin, waren die Fenster zeitweilig teilweise bis zur Undurchsichtigkeit zerkratzt.
Kratz-Graffiti, auch Scratchiti genannt, verursachen als Sachbeschädigung an Scheiben höhere Kosten als gemaltes oder gesprühtes Graffiti, da die Entfernung der Kratzereien nur mechanisch mittels Polieren oder dem Austausch der Scheibe möglich ist.
Mittlerweile werden in fast allen modernisierten und allen Neufahrzeugen im Schienenverkehr spezielle transparente Anti-Kratz-Folien auf den Scheiben angebracht. Diese lassen sich zwar leichter zerkratzen, sind jedoch kostengünstig austauschbar. In Berlin wurden diese Folien zusätzlich mit störenden Mustern (Brandenburger Tor) versehen, um den visuellen Erfolg von Scratchiti auf den Folien zu minimieren.

### Etching (deutsch: Ätzen)

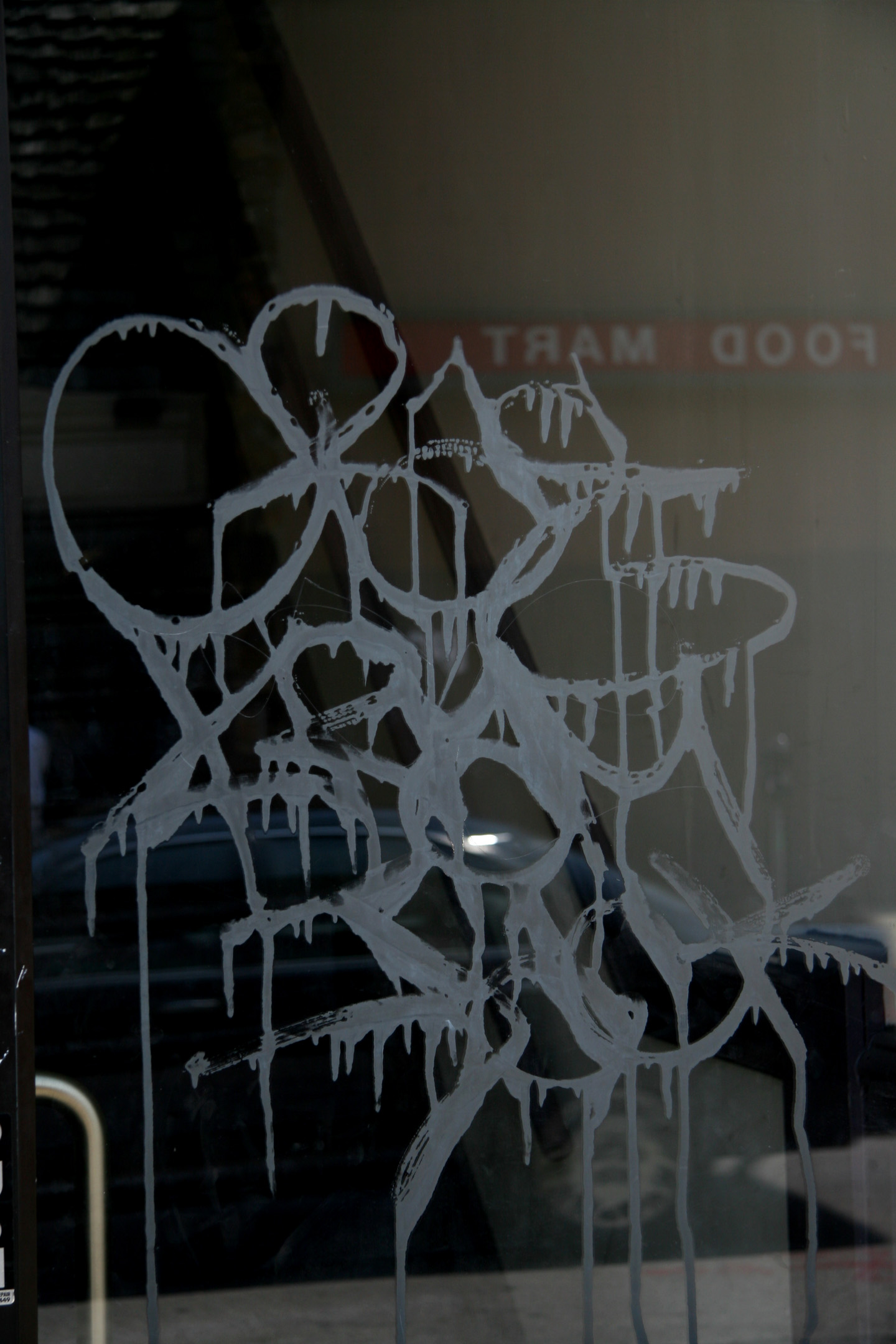
Etching-Tags in Chicago

Als Etching wird das Anätzen von Fensterscheiben mittels spezieller Säuren bezeichnet. Sofern hierbei (stark verdünnte) giftige Flusssäure zum Einsatz kommt, stellt dies neben einer Sachbeschädigung unter Umständen zusätzlich den Straftatbestand des Freisetzens von Giften dar. Da Flusssäure allerdings auf dem Markt nicht frei verfügbar und für den Laien kaum handhabbar ist, werden hierzu in der Regel ohnehin unbedenkliche und frei verkäufliche Mittel, wie etwa Amour-Etch oder Etch-Bath aus den USA, verwendet. Wie auch das Scratchiti ist diese Form eine Tendenz in der Writerszene, um immer effizienteren Reinigungsmitteln entgegenzuwirken. Wegen der Gefährdung von ahnungslosen Fahrgästen oder Reinigungspersonal bei Hautkontakt wird Etching (zumindest in Berlin) intensiv verfolgt.

### Ganggraffiti

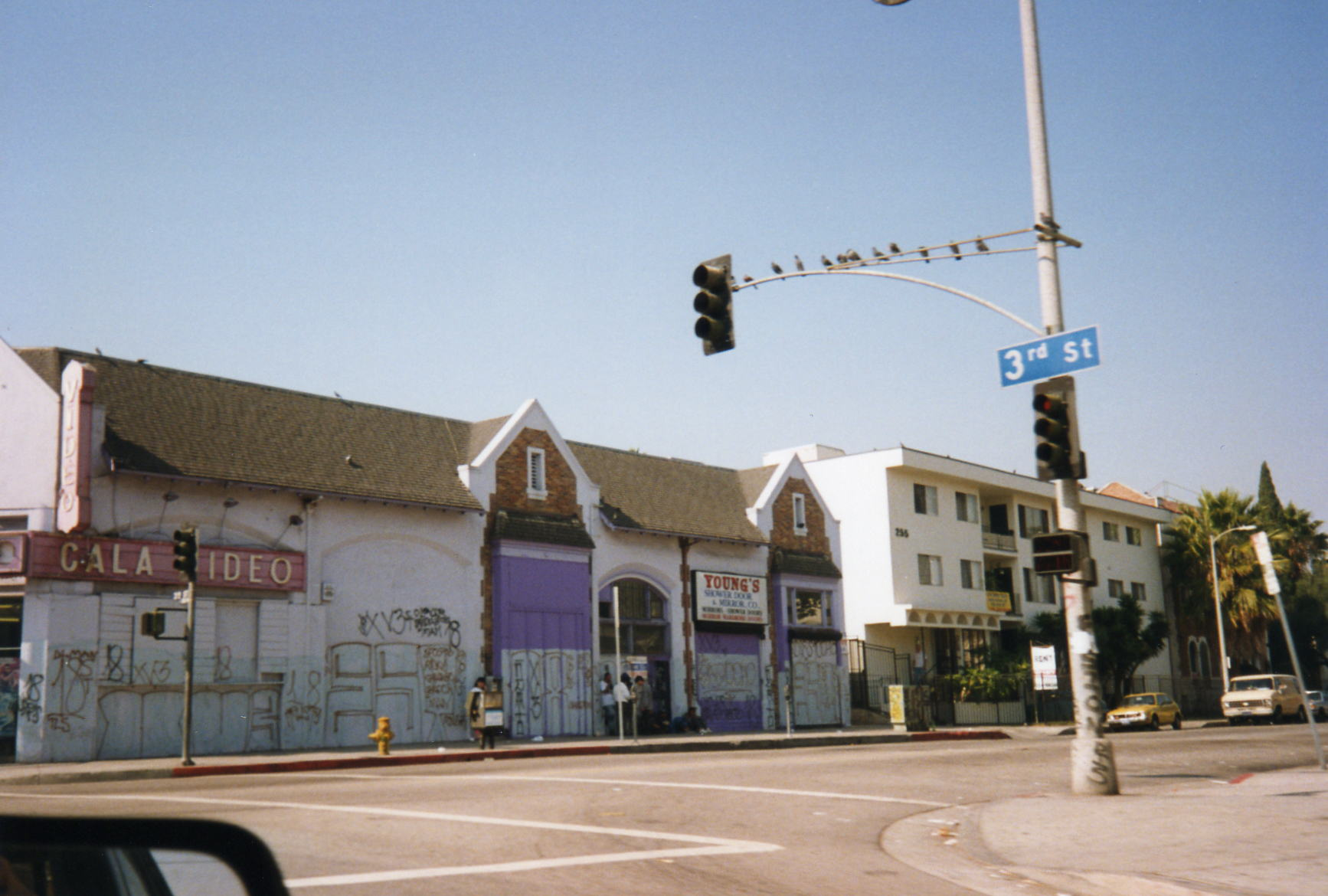
Ganggraffiti der 18th Street Gang in South Central Los Angeles

Ganggraffiti sind in den Vereinigten Staaten bereits seit den 1930er Jahren bekannt. Die Stadt Los Angeles bildet hier eine Hochburg. Im Gegensatz zum Stylewriting dient beim Ganggraffiti das Anbringen von Tags ausschließlich als gezielte Markierung des Reviers (Turf) einer Gang. Die Schriftzüge fungieren hier als Warnung für andere Gangs, die auf diese Weise abgesteckten Grenzen zu überschreiten. Das Übermalen von Schriftzügen verfeindeter Gangs oder das Sprühen in einem fremden Revier gilt als Provokation und wird teilweise bewusst eingesetzt, um einen Bandenkrieg auszulösen.
Beim Ganggraffiti wird im Gegensatz zum Style-Writing nur teilweise Wert auf eine gewisse Ästhetik gelegt. Die Buchstabengestaltung ist hier stark von Frakturschriften beeinflusst. Die Buchstaben werden nicht, wie oft beim Writing üblich, schreibschriftartig miteinander verbunden. Es entstehen auch so gut wie keine aufwändig ausgestalteten, mehrfarbigen Werke wie in der Writing-Szene.

### Pixação

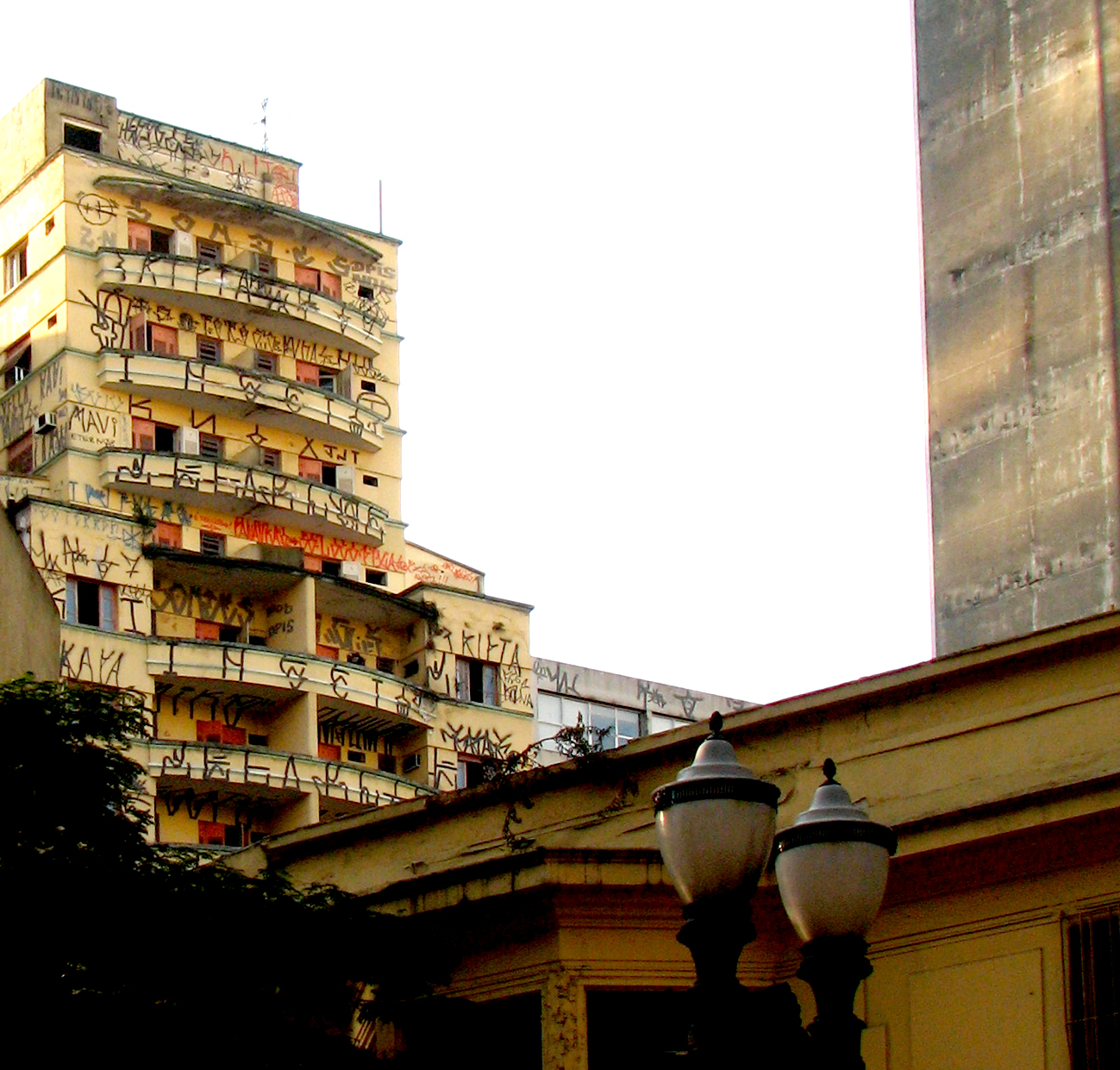
Ein Haus in São Paulo mit typischen Pixação-Graffiti

Pixação ist eine spezielle Form von Ganggraffiti, die ihren Ursprung in São Paulo Ende der 1970er Jahre hat. Gleichzeitig fungieren die Pixação als politisches Statement. Die Akteure (Pixadores) stammen meistens aus den Favelas der Stadt und haben daher außer ihrem Leben nicht mehr viel zu verlieren und sehen keine andere Möglichkeit, um auf sich aufmerksam zu machen. Sie bringen ihre Werke oft in teilweise extremer Höhe an. Charakteristisch für die Gestaltung dieser Graffiti ist, dass fast ausschließlich einfarbige Tags mit Sprühdosen oder Malerrollen angefertigt werden. Die Grundformen der Buchstaben der Pixação sind überwiegend Frakturschriften, Runen und der Typografie der Logos von Heavy-Metal-Bands entlehnt. Diese werden abstrahiert, um einen individuellen Schriftzug zu erstellen. Die einzelnen Zeichen der oft mannshohen Schriftzüge, die auch figürliche Darstellungen enthalten können, haben meist eine einheitliche Höhe und sind klar voneinander abgegrenzt. Die Buchstaben sind meist recht hoch und schmal. Es findet, anders als bei den Tags der Writer, keine Variation in der Gestaltung eines Schriftzuges statt. Er wird wie ein Logo stets in der gleichen Art und Weise gemalt. Ein Schriftzug kann das Pseudonym einer einzelnen Person sein oder auch einer ganzen Gang.

### Ultras-Graffiti
Auch Fußballfans, die meist der Ultra-Bewegung entstammen, kennzeichnen Orte, die sie besuchen, mit Graffiti. Diese sind künstlerisch eher anspruchslos und dienen der reinen Markierung. Es gibt einige Parallelen zum Ganggraffiti, da auch Fußballfans verschiedener Mannschaften oft verfeindet sind und sich daher oft gegenseitig übermalen.
In den jeweiligen Heimatorten der Gruppen werden auch teilweise aufwändige Wandmalereien angefertigt. Heutzutage entnehmen die Ultras auch Elemente aus der Writing-Kultur und dem Streetart-Bereich bzw. Writer sind für eine Ultra-Gruppe tätig.

### Streetart
Unter dem Begriff Streetart (englisch für Straßenkunst) werden nichtwritingbezogenes künstlerisches Graffiti, Stencils, die Stickerkunst, Plakatierung und auch Installationen im öffentlichen Raum zusammengefasst. Auch viele Akteure der Adbusting-Szene sind Streetartists. Bei der Streetart spielen bildliche Motive meist eine größere Rolle als die Schrift.

### Stencil/Pochoir

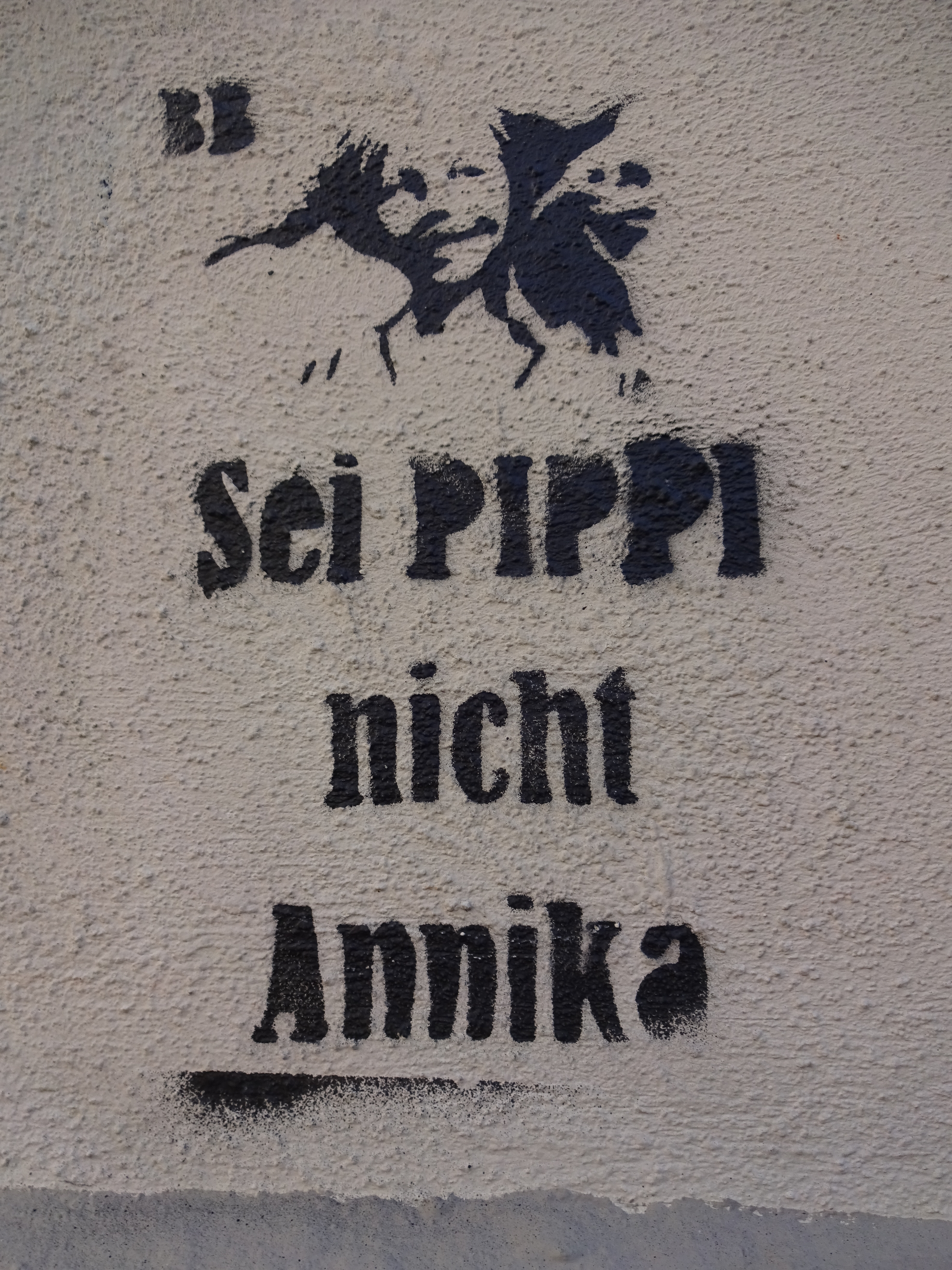
Stencil-Graffito in München, 2016: Die nonkonformistische Kinderbuchfigur Pippi Langstrumpf von Astrid Lindgren steht für einen Ausbruch aus der Geschlechterrolle.

Unter einem Stencil oder Pochoir versteht man eine Schablone, die vorher angefertigt werden muss und durch die anschließend die Farbe gesprüht wird. Häufig werden entsprechend der ursprünglichen Verwendung Politiker, politische Symbole, ideologisch dargestellte Personen oder gesellschaftskritische Motive gesprüht.

### Graffiti auf Plakaten/Adbusting
Weit verbreitet und schon seit langem praktiziert sind Graffiti auf Plakaten, insbesondere solchen, auf denen Personen abgebildet sind. Die häufigste Form der Plakatgraffiti besteht darin, die auf diesen Plakaten abgebildeten Personen mit Bärten oder Hörnern zu „verzieren“. Graffiti auf Plakaten sind insbesondere zu Wahlkampfzeiten häufig zu beobachten. Diese Form von Graffiti ist eher in der Kategorie Klograffiti anzusiedeln.
Eine spezielle Form von Plakatgraffiti ist das sogenannte Adbusting, welches als Konsum- und Gesellschaftskritik verstanden werden soll. Die Akteure stammen meist aus dem Streetart-Bereich.

### Reverse Graffiti
Beim Reverse Graffiti werden schmutzige Oberflächen, insbesondere mit Flechten besiedelte Betonmauern oder Asphaltboden, zum Beispiel mit Wasser, Seife und Bürste und Hochdruckreiniger selektiv so gesäubert, dass der gesäuberte Bereich das Graffito darstellt. Es werden teilweise Schablonen verwendet. Diese Form von Graffiti wird sowohl von Writern und Streetartists, als auch Normalbürgern, Veranstaltern, Unternehmern und der Industrie genutzt, da durch diese Form von Graffiti Gesetzeslagen umgangen werden können.

### Moos-Graffiti

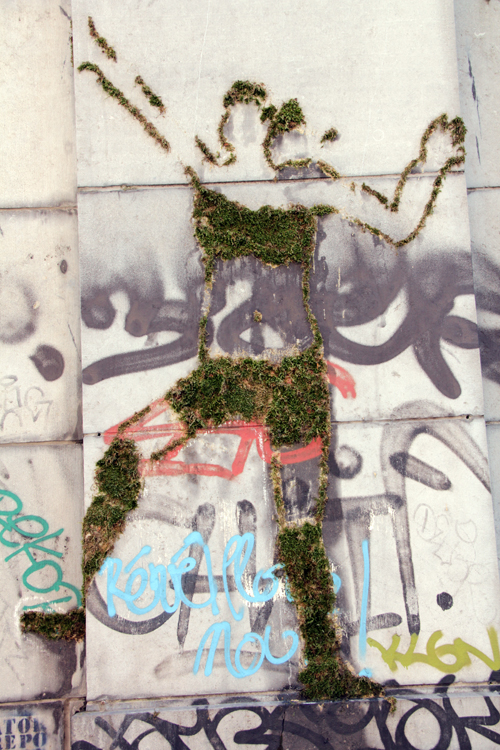
Moosgraffito in Brüssel

Auch mit Moos arbeiten Graffiti-Künstler, wie zum Beispiel der deutsche DTagno, der bei dem Projekt ARTotale der Leuphana Universität Lüneburg, eine Wand mit Moos-Tags überzog.

### Virale Graffiti

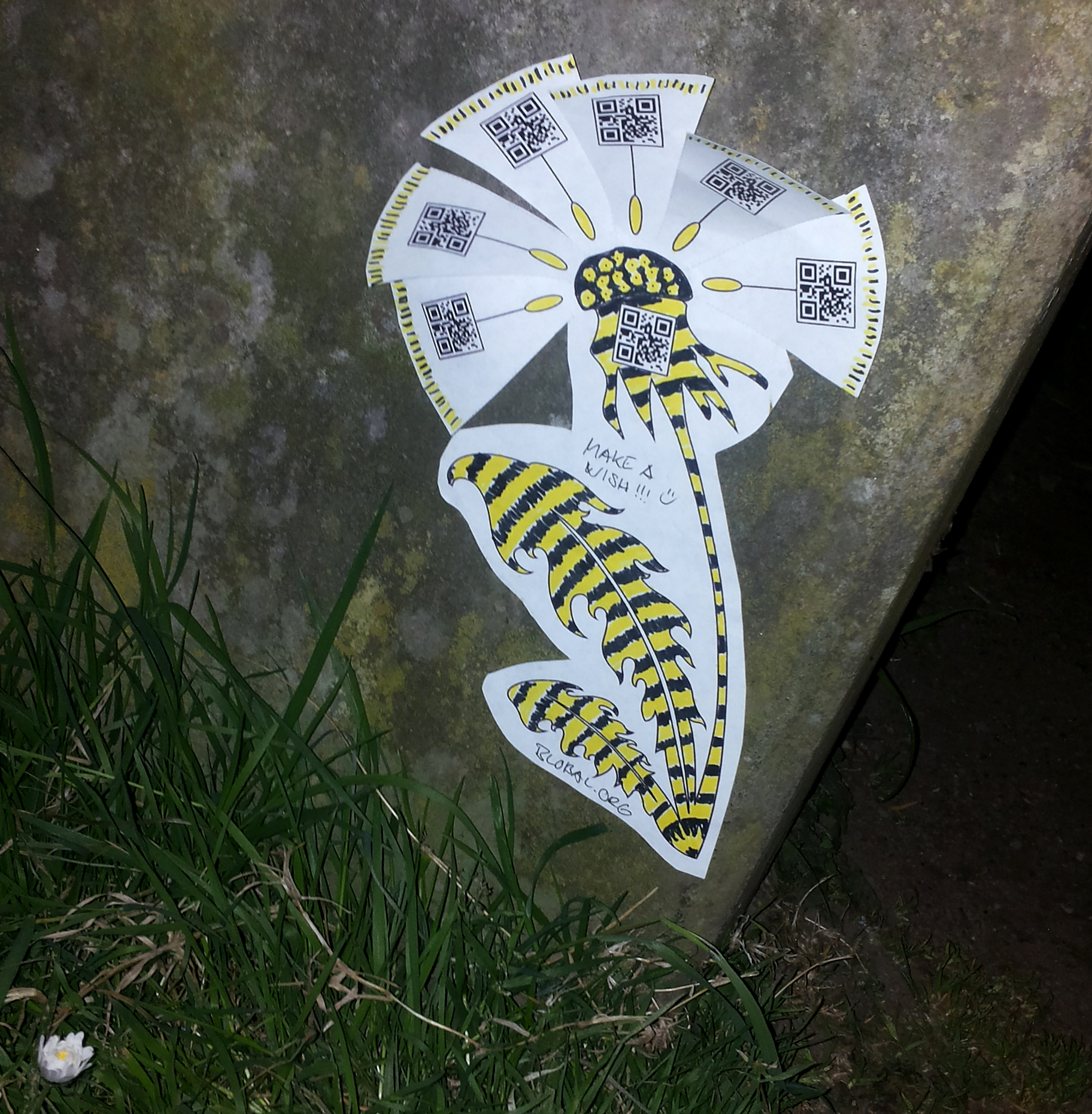
Virales Pusteblumen-Graffito der Užupischen Botschaft zu München und für Pusteblumen

Als virale Graffiti bezeichnet man Graffiti oder Stencils, die mit einer „DNA“ versehen sind, um von jedem beliebig häufig reproduziert bzw. viral verbreitet zu werden. Innerhalb des viralen Graffito wird dafür zum Beispiel ein Link oder QR-Code platziert, der auf eine Website führt, auf der das ursprüngliche Graffito als Schablone heruntergeladen werden kann. Die heruntergeladene Schablone muss wiederum die ursprüngliche „DNA“ enthalten, um so eine theoretisch endlose Reproduktion des Originals zu ermöglichen. Viral-Graffiti-Schablonen sind meist nur skizzenhaft gestaltet, um dem „Reproduzenten“ Freiraum für eigene kreative Variationen zu lassen.

### LED-Throwie
Eine sehr moderne Weiterentwicklung von Graffiti, auch aufgrund verschärfter Gesetzeslagen, sind LED-Throwies. Dies sind kleine batteriebetriebene Leuchtdioden, die mit einem Magneten verbunden sind und möglichst hoch auf metallene (ferromagnetische) Oberflächen geworfen werden, damit sie eine höhere Verweildauer haben. Die Übermittlung einer konkreten Botschaft ist jedoch schwierig.

### Politische Graffiti

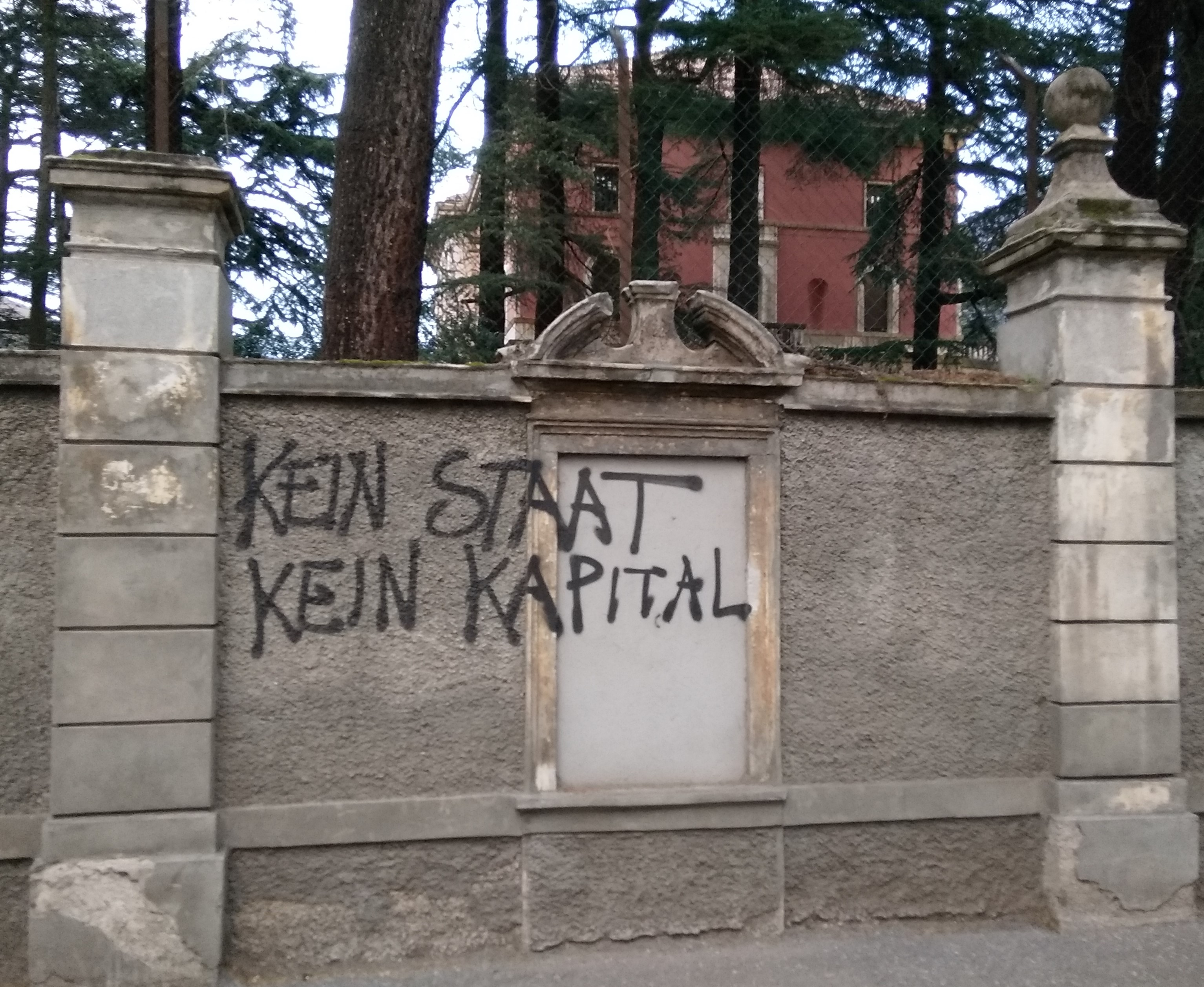
Antikapitalistisches Graffito in Bozen

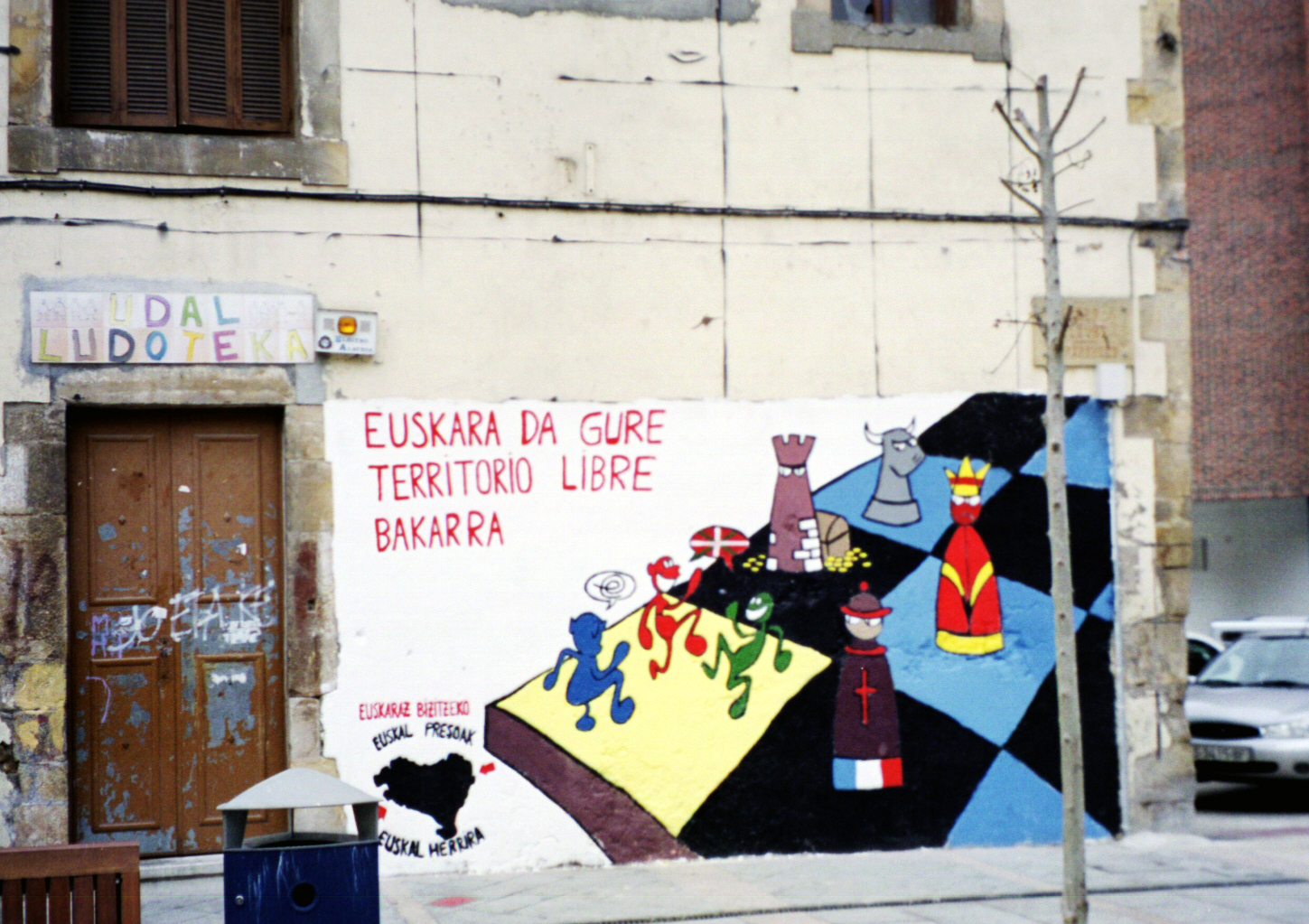
Politische Wandmalerei im Baskenland: Die baskische Sprache ist unser einziges freies Gebiet

Politische Graffiti sind meist eher künstlerisch anspruchslos und dienen lediglich der anonymen Darstellung diverser meist gegen die Obrigkeit gerichteter Ansichten. Themen sind u. a. Ideologie, Religion, Antisemitismus, Rassismus und Diskriminierung von Minderheiten wie etwa Homosexuellen. Außerdem sind sie Ausdruck der Wut gegen zum Beispiel Polizei und politische Machtverhältnisse (insbesondere in autoritären und totalitären Systemen) oder stellen allgemein Parolen oder auch nur Symbole dar.
Um eine möglichst große Zahl an Rezipienten zu erreichen, werden politische Graffiti vornehmlich an sehr stark frequentierten und gut sichtbaren Orten angebracht, wie etwa während des Arabischen Frühlings ab 2011 am Kairoer Tahrir-Platz.
Beispielsweise in Nordirland oder dem Baskenland, aber auch in Metropolen wie zum Beispiel Los Angeles oder insbesondere Lissabon finden politische Ansichten aber auch teilweise in aufwendigen Murals Ausdruck.

### Klograffiti
Klograffiti ist eine Form von Graffiti, die seit der Antike praktiziert wird. Dabei steht der künstlerische Anspruch – im gestalterischen Sinne – weniger oder gar nicht im Vordergrund. Unter dem Begriff Klograffiti werden sämtliche Kritzeleien wie Gedichte, Reime, Sprüche, Witze und Liebesbekundungen, Karikaturen und einfache Zeichnungen oder auch das bloße Hinterlassen von Namen zusammengefasst, die auf öffentlichen Toiletten zu finden sind. Zum Teil haben die Klosprüche philosophische, sexuelle oder humoristische Inhalte.
Auch außerhalb von öffentlichen Toiletten lassen sich latrinaliaähnliche Graffiti finden, so zum Beispiel in Gefängnissen oder auch an Orten, die besonders häufig Ziele von Touristen oder Wallfahrern sind, wie Berggipfel, Aussichtstürme oder zum Beispiel unter dem Balkon von Romeo und Julia in Verona oder auch das Grab von Jim Morrison in Paris. Zu dieser Kategorie kann man auch Baumritzungen zählen, die von Wanderern und Liebespaaren mit einem spitzen Gegenstand (zum Beispiel Taschenmesser) in die Rinde geschnitten werden. Das Hinterlassen von Namen weist in diesem Zusammenhang zwar gewisse Parallelen zum modernen Taggen auf, wird aber von Nicht-Writern erheblich seltener und nur an bestimmten Orten, zudem meist ohne Verwendung eines Pseudonyms, praktiziert.
2009 wurde ein großformatiges Werk für Kammerchor und Symphonieorchester des finnischen Komponisten Magnus Lindberg mit dem Titel Graffiti uraufgeführt, in dem der Komponist 62 lateinische Graffiti-Texte aus Pompei und Herculaneum verwendet.

### Manipulation von Schildern

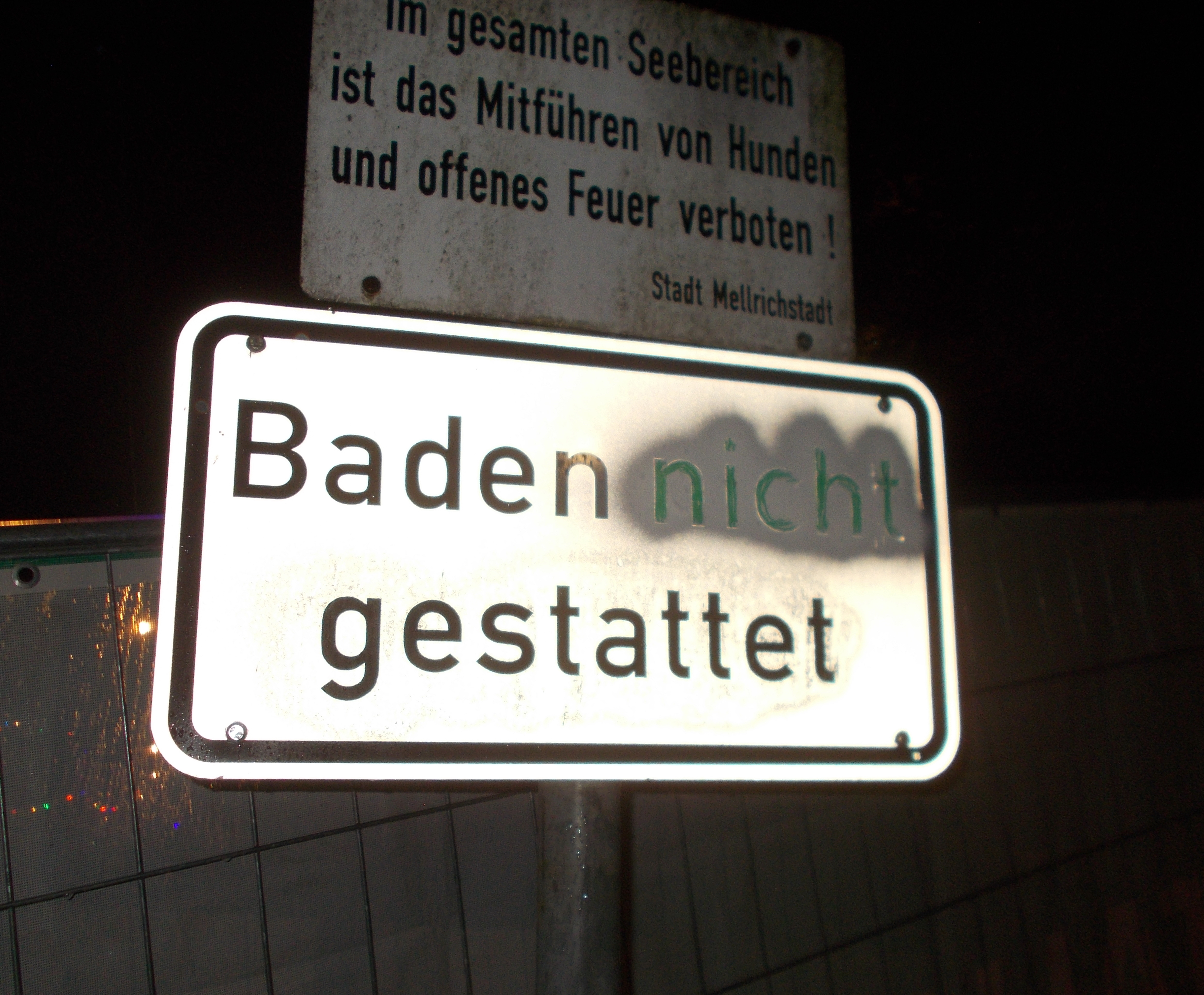
Verbotsschild bei den offenbar mehrfach das Wort „nicht“ übermalt wurde und dieses Wort offenbar unter dem Einfluss von Reinigungsmitteln grün verfärbt wurde.

Durch Übermalung einzelner Buchstaben werden mitunter Schilder manipuliert. Auch werden mitunter auch auf den Schild dargestellte Zahlen und Piktogramme manipuliert. Grund hierfür ist oft, an diesem Ort verbotenes Verhalten zu legitimieren. Diese Art von Graffiti dürfte nach allen Rechtsprechungen strafbar sein, weil sie die Bedeutung des Schildes ändert, doch wird sie von der Bevölkerung in höherem Maße akzeptiert als viele andere Formen von Graffiti.
Es gibt auch Varianten, bei denen die Bedeutung erhalten bleibt, aber der Hinweis auf dem Schild lustiger herüberkommt.

### Gefängnisgraffiti
Im Gefängnis entstehen Graffiti vorwiegend durch die Haftsituation und Langeweile. Im Untersuchungsgefängnis entstehen so ganze Sammlungen von Eintragungen, die vom einfachen Namen, Datumsangabe, über einfache Zeichnungen bis zu politischen Organisationsnamen oder Losungen reichen, die auf den Anlass der Verhaftung hindeuten. Teilweise werden, da hinreichend Zeit vorhanden ist, Namen auch typografisch sorgfältig ausgeführt. Als Schreibwerkzeug dienen verfügbare Dinge wie Bleistift, Kugelschreiber, Filzstift, Schlüssel oder Nägel. Eine besondere Variante der Gefängnisgraffiti sind die Malereien, die Studenten während ihrer Haft in den universitären Karzern anbrachten.

## Graffitiforschung
Die Graffitiforschung beschäftigt sich mit dem soziologischen und kunstgeschichtlichen Aspekt von Wandmalereien. Dieser Forschungszweig sieht sich in der Tradition der Altertumsforscher, die vor ca. 300 Jahren begannen, antike Wandinschriften zu suchen, auszuwerten und zu publizieren. Der Begriff Graffitiforschung wurde erst ca. 1980 geprägt. Er setzte sich 1995 weltweit durch. Der Begriff Graffiti selbst wurde durch den Archäologen Francesco Maria Avellino geprägt, als er 1840 den Vortrag Osservazioni sopra alcune iscrizioni e disegni graffiti sulle mura di Pompei vor der Accademia Ercolanese hielt.
Die Graffitiforscher gehen von der Annahme aus, dass Graffiti eine Menetekel-Funktion erfüllen und als politisches Thermometer angesehen werden können, sofern transpersonale Zusammenhänge eine Rolle spielen. Dies ist besonders in politisch unsicheren Zeiten von Bedeutung. Hier können Graffiti ein Indikator für gesellschaftliche Entwicklungen sein, je nachdem ob sie aufgrund ihres Inhaltes geduldet oder konsequent verfolgt werden.

## Geschichte
Durch Graffiti früherer Kulturen lassen sich authentische Rückschlüsse über den damaligen Alltag der Menschen ziehen. Außerdem geben sie Auskunft über den Alphabetisierungsgrad der Bevölkerung zu den jeweiligen Zeiten. Durch die Datierung der Graffiti ergeben sich weitere wichtige Informationen für Historiker.

### Altertum

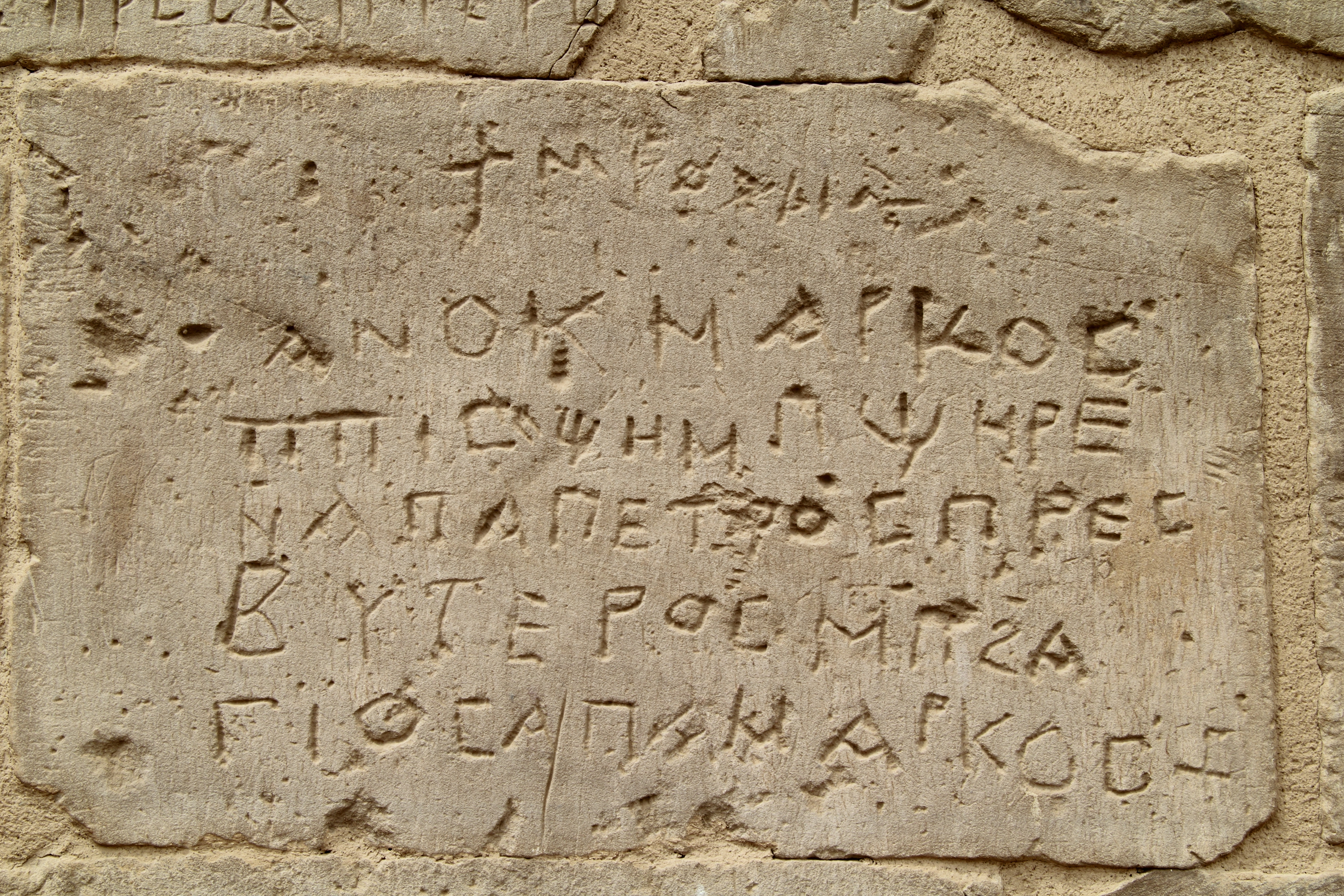
Koptisches Graffito am ptolemäischen Hathortempel in Deir el-Medina: „[…] Ich bin Markos, der Novize, der Sohn des Apa Petros, des Priesters des Heiligen Apa Markos.“

Die ersten Graffiti fanden sich im Alten Ägypten. Damit sind nicht die reich ausgestalteten Wandmalereien in den Tempeln und Grabstätten gemeint, sondern gemäß der Definition private, gekratzte Inschriften, die sich auf Tempeln, in Gräbern, auf Felsen und Statuen befinden. Es finden sich spätestens seit dem Alten Reich (2707–2216 v. Chr.) Graffiti in verschiedenen Schriften und Sprachen, so zum Beispiel Demotisch, Phönizisch, Aramäisch, Meroitisch, Latein und Griechisch. Thematisch umfassen sie unter anderem Segenswünsche, Gebete, Verehrungen von Göttern und Tempeleide. Es gibt aber auch Abrechnungen und bloße Listen von Waren sowie auch nur den Namen des Schreibers selbst, so wie es auch heute noch üblich ist. Die altägyptischen Graffiti lassen sich bis in die Mitte des 5. Jahrhunderts nachvollziehen. Das letzte in demotischer Schrift ist auf den 12. Dezember 452 datiert.

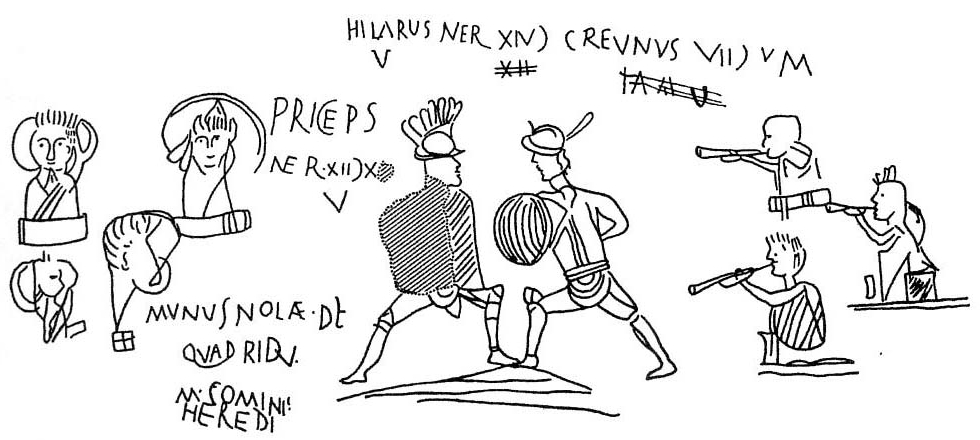
Graffito und Dipinti aus Pompeji. Lateinische Inschrift. Deutsche Übersetzung: Hilarius, aus der Gladiatorentruppe Neros, 14 Kämpfe, 12 Siege, Sieger. Creunus, 7 Kämpfe, 5 Siege, begnadigt. Princeps aus der Gladiatorentruppe Neros, 12 Kämpfe, 12(?) Siege, Sieger. Viertägiger Gladiatorenkampf in Nola. Dazu Zeichnungen von zwei kämpfenden Gladiatoren in der Mitte, rechts davon drei Musiker mit Flöten, links davon vier Figuren, zwei menschliche und zwei eher tierähnliche.

Auch bei den Römern geben viele Graffiti Aufschluss über die Lebenssituation der Menschen. Berühmtestes Beispiel sind die gut erhaltenen Hauswände in den Städten Pompeji und Herculaneum, die im Jahr 79 untergingen. Hinzu kommen hier sexuelle Inhalte und Bilder, wie etwa Karikaturen oder andere Zeichnungen (siehe: Pompeji#„Graffiti“). Viele Graffiti handeln auch von Gladiatorenkämpfen und finden sich vornehmlich am Stadion.
Die gleiche Art von Inschriften finden sich zum Beispiel auch im 2. und 3. Jahrhundert unter anderem in den griechischen Städten Ephesos und Aphrodisias, die zu diesem Zeitpunkt ebenfalls Teil des römischen Reiches waren. Verfasst sind die dortigen Graffiti überwiegend auf Griechisch und nur selten in Latein. Das Anbringen von Graffiti scheint nichts Verwerfliches gewesen zu sein, so dass auch Lobpreisungen auf Gastwirte in Räumen gefunden wurden.
In Amerika wurden bei den Maya in Tikal ebenfalls Graffiti gefunden. Diese sollen bis ca. 100 v. Chr. zurückreichen.

### Mittelalter

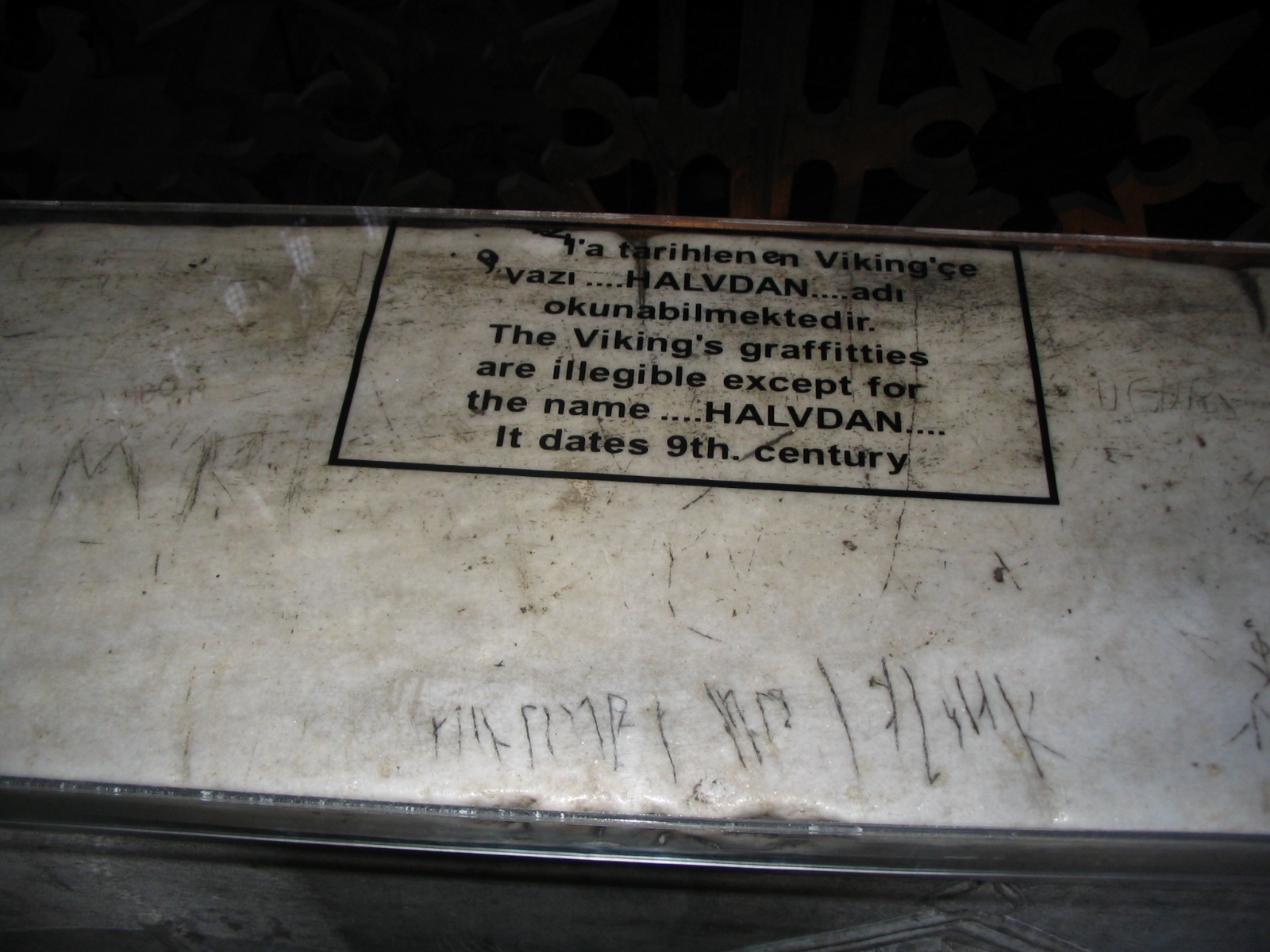
Runen-Graffito der Wikinger in der Hagia Sophia

Auch die Wikinger hinterließen Spuren in Form von Graffiti. Wahrscheinlich im 9. Jahrhundert ritzte ein Wikinger namens „Halvdan“ in Konstantinopel, dem heutigen Istanbul, Runen in eine Balustrade der Hagia Sophia. Im 12. Jahrhundert brachten Wikinger mehrere Inschriften in einem Grab auf den Orkney-Inseln an.
Graffiti aus dem Mittelalter sind in Sakralräumen sowie auf Burgen häufig anzutreffen. Bei Kirchen oder Burgkapellen hatten sie eine höhere Überlieferungschance, da diese seltener umgebaut oder abgerissen wurden. Graffiti lassen sich an Burgen der Alpenregion, nördlich der Alpen, in Frankreich, England, Spanien und im Nahen Osten feststellen. Dazu zählen Ritzungen in feuchte oder trockene Putzoberflächen, Punktierungen oder Negativbilder. Die Ritzwerkzeuge waren Messer, Dolche, Nägel, Nadeln oder Scheren; für aufgetragene Graffiti wurden Holzkohle, Kreide, Rötel, Bleistift und andere Farben verwendet. Beispiele aus dem Hochmittelalter finden sich etwa an der Königspfalz Werla, Schloss Chillon, der Festung Libušín und an Kreuzfahrerburgen wie Krak des Chevaliers (1240–1270). Motive sind Kämpfe (Schloss Spiez, Schloss Rochlitz, Knaresborough Castle, Aljafería), Tiere, die Falknerei, Mühlespiele (Burg Montfort/Galiläa), häufig auch Schiffsdarstellungen und Wappen (Kapelle von Schloss Tirol, Schloss Runkelstein, Burg Fracstein, Schloss Spiez, Schloss Hartenfels). Im Gegensatz zur Antike sind Phallus- oder Sexualdarstellungen aus dem (christlichen) Mittelalter kaum bekannt. Der Ulmer Mönch Felix Fabri hat Ende des 15. Jahrhunderts ausführliche Beschreibungen geritzter Graffiti von seinen Reisen ins Heilige Land dokumentiert, wobei er sie für weltliche Orte billigt, für Kirchen aber als „unpassend, unvernünftig, geradezu verbrecherisch“ verurteilt.

### Frühe Neuzeit
Ab dem ausgehenden Spätmittelalter sind hic fuit (ich war hier)-Graffiti stark verbreitet, bei Gefangenengraffiti auch biblische Texte, so etwa im Marsölturm des Bischöflichen Schlosses in Chur, wo 94 Graffiti und 11 Selbstdarstellungen von Gefangenen dokumentiert wurden, darunter Serien von Zählstrichen, biblische Texte u. a. Aus dem 16. und 17. Jahrhundert sind Graffiti etwa aus Schloss Spiez, dem Castello di Udine und dem Castello di Issogne bekannt. Letzteres wurde um 1500 mit zahlreichen Fresken ausgestattet, in welche anschließend mehr als 600 inschriftliche Graffiti in fünf Sprachen geritzt wurden.
Seit dem 16. Jahrhundert findet man in Europa sogenannte „Zinken“ auf diversen Untergründen, die von fahrendem Volk angebracht werden, um Gleichgesinnte über die lokale Situation zu informieren. So werden diese Geheimzeichen zum Beispiel an Wohnhäusern angebracht, um nachfolgenden Landstreichern anzuzeigen, ob es dort etwas zu erbetteln gibt oder ob man lieber nicht vorsprechen sollte, weil Prügel zu erwarten sind. Diese Symbole finden bis in die heutige Zeit Verwendung.

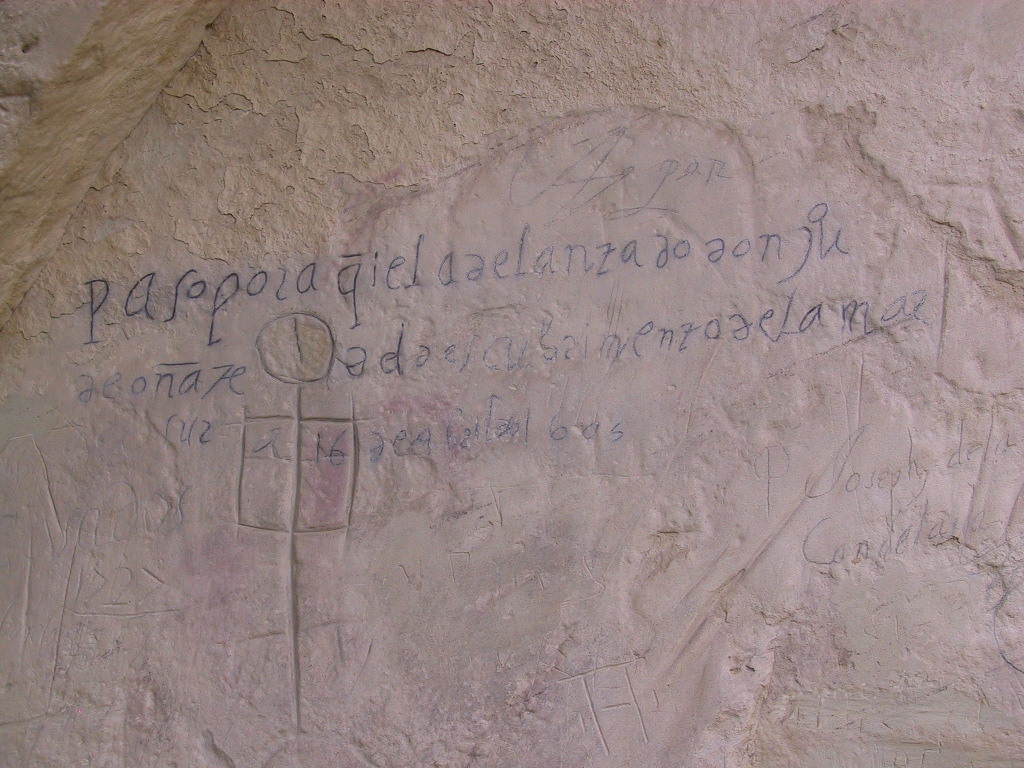
Inschrift von Don Juan de Oñate auf dem „Inscription Rock“

Seit Anfang des 17. Jahrhunderts werden Inschriften in den sogenannten „Inscription Rock“ in New Mexico geritzt. Die erste stammt aus dem Jahr 1605 von dem spanischen Konquistador Don Juan de Oñate. Seitdem haben sich ca. 2000 Personen dort verewigt. Heutzutage ist dies allerdings verboten. Die amerikanischen Ureinwohner haben dort bereits lange vor den Europäern und ihren Nachfahren Petroglyphen (Felszeichnungen) angebracht.
Auf der Riegersburg in der Steiermark sind (seltene) Ritzgraffiti auf Glas (Butzenscheiben) erhalten, eines kündet von einem dreiwöchigen Saufgelage während des Dreißigjährigen Krieges: „A(nno) i635 den 6t Sppt hat sich das Sauff angehebt und alle Tag eine Rausch gebene bis aùf den 26te.“
Der englische Maler und Stecher William Hogarth (1697–1764) nutzte das Motiv der Graffiti für einige seiner Kupferstichreihen („The four stages of cruelty“, „A Harlot’s Progress“, „A Rake’s Progress“), in denen der Protagonist in die schlechte Gesellschaft abrutscht. Die Graffiti tauchen auf der Straße, in Gefängniszellen und Irrenhäusern auf. In den Niederlanden des 17. Jahrhunderts wurden mehrere Innendarstellungen von Kirchen gemalt, in denen sich Kinderzeichnungen auf Säulen befinden. Außerdem signierten die Künstler oft so, dass die Unterschrift aussah wie Graffiti an den Wänden. Dazu zählen Pieter Jansz. Saenredam, Emanuel de Witte oder Hendrick Avercamp.
Der französische Schriftsteller Nicolas Edme Restif de la Bretonne ritzte von 1779 bis 1789 in Paris verschiedene Texte mit einem Schlüssel in Wände und an Brücken. Er dokumentierte sogar seine gesamten Graffiti in seinem Buch Mes Inscriptions (Meine Inschriften), das nach seinem Tod veröffentlicht wurde.

### 19. Jahrhundert

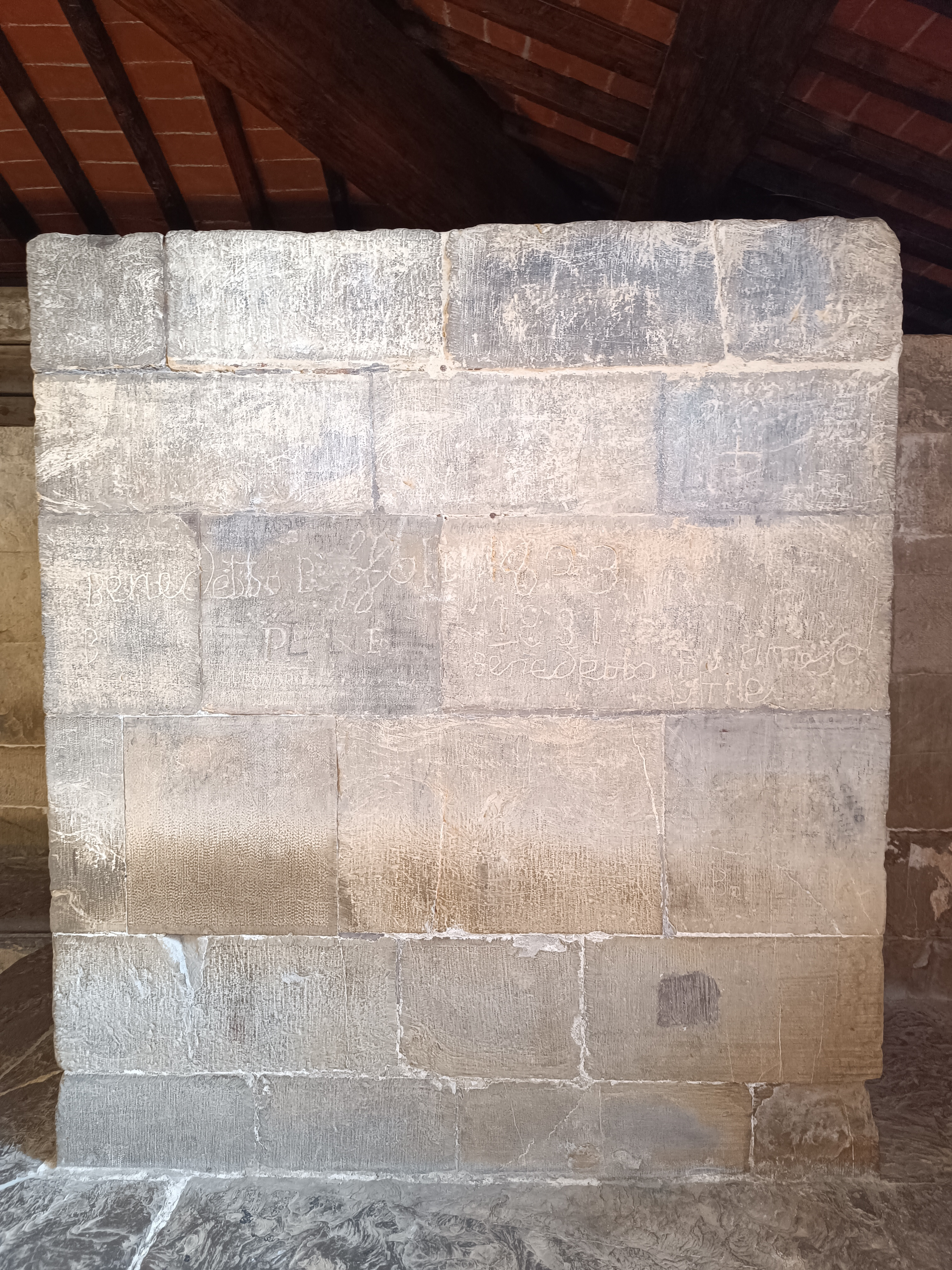
Graffiti aus dem 19. Jahrhundert am Dom zu Florenz

Ende des 18. und Anfang des 19. Jahrhunderts waren es unter anderem die Soldaten Napoleons, die auf ihren Kriegszügen Graffiti hinterließen. So zum Beispiel 1797 in Ludweiler oder auch während des Ägyptenfeldzugs am Tempel der Isis in Philae. Auf dem Gemälde Bonaparte beim Überschreiten der Alpen am Großen Sankt Bernhard von Jacques-Louis David aus dem Jahre 1800 sind Namen bekannter Alpenüberquerer in den Fels geritzt: „ANNIBAL“ (Hannibal), „KAROLUS MAGNUS IMP“ (Karl der Große) und „BONAPARTE“. Hingegen erwies sich das berühmte Graffito, das lange Zeit dem Kaiser selbst zugeschrieben wurde und in Tintenschrift an der Wand eines Raumes in seinem ersten Exilsitz, der Villa San Martino auf Elba, zu sehen war, als Fälschung: Ubicunque felix Napoleon (Napoleon ist überall glücklich).

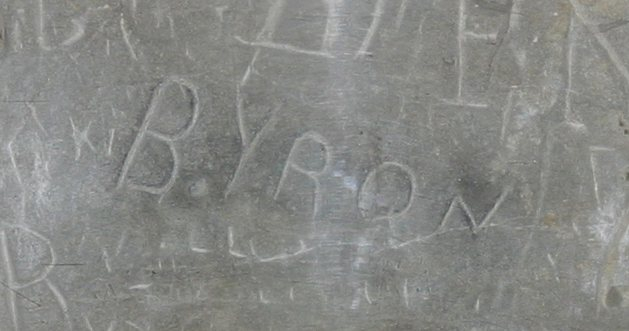
Lord Byrons Inschrift im Schloss von Chillon

Auch der englische Dichter George Gordon Byron hinterließ seinen Namen an mehreren Orten. Dokumentiert sind unter anderem seine Graffiti im Poseidontempel in Kap Sounion von 1810 und im Schloss Chillon von 1816.

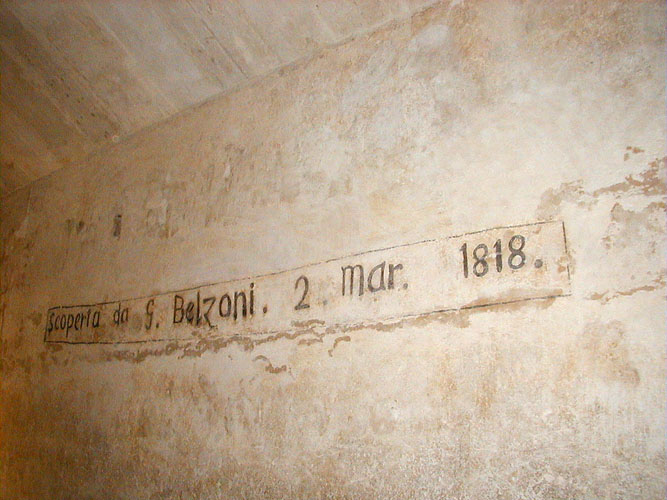
Graffito von Belzoni in der Chephren-Pyramide

Der italienische Entdecker Giovanni Battista Belzoni bereiste zwischen 1815 und 1819 wiederum Ägypten und brachte diverse Graffiti an, um der Nachwelt seine Anwesenheit zu dokumentieren. So schrieb er 1818 in der Chephren-Pyramide „Scoperta da G. Belzoni 2 mar 1818.“. Ebenso hinterließ er ein noch heute erhaltenes Graffito auf einer Säule im Ramesseum in Theben-West.
In den 1830er Jahren gab es in Paris vermehrt Graffiti, die hauptsächlich von Straßenjungen angebracht wurden. Mehrere zeitgenössische Darstellungen zeigen, wie diese sogenannten „Gamins“ Birnengraffiti malen. Diese Birnengraffiti gehen auf eine damals populäre Karikatur des „Bürgerkönigs“ Louis-Philippe zurück, in der dessen Kopf aus physiognomisch naheliegenden Gründen zu einer Birne verwandelt wurde.
1843 ritzte der Mathematiker William Rowan Hamilton spontan die Multiplikationsformel der Quaternionen in den Stein der Broom Bridge in Dublin, um die Lösung festzuhalten, die ihm dort nach jahrelanger Suche plötzlich eingefallen war. An dieses „Scratching“ erinnert heute eine Gedenktafel.

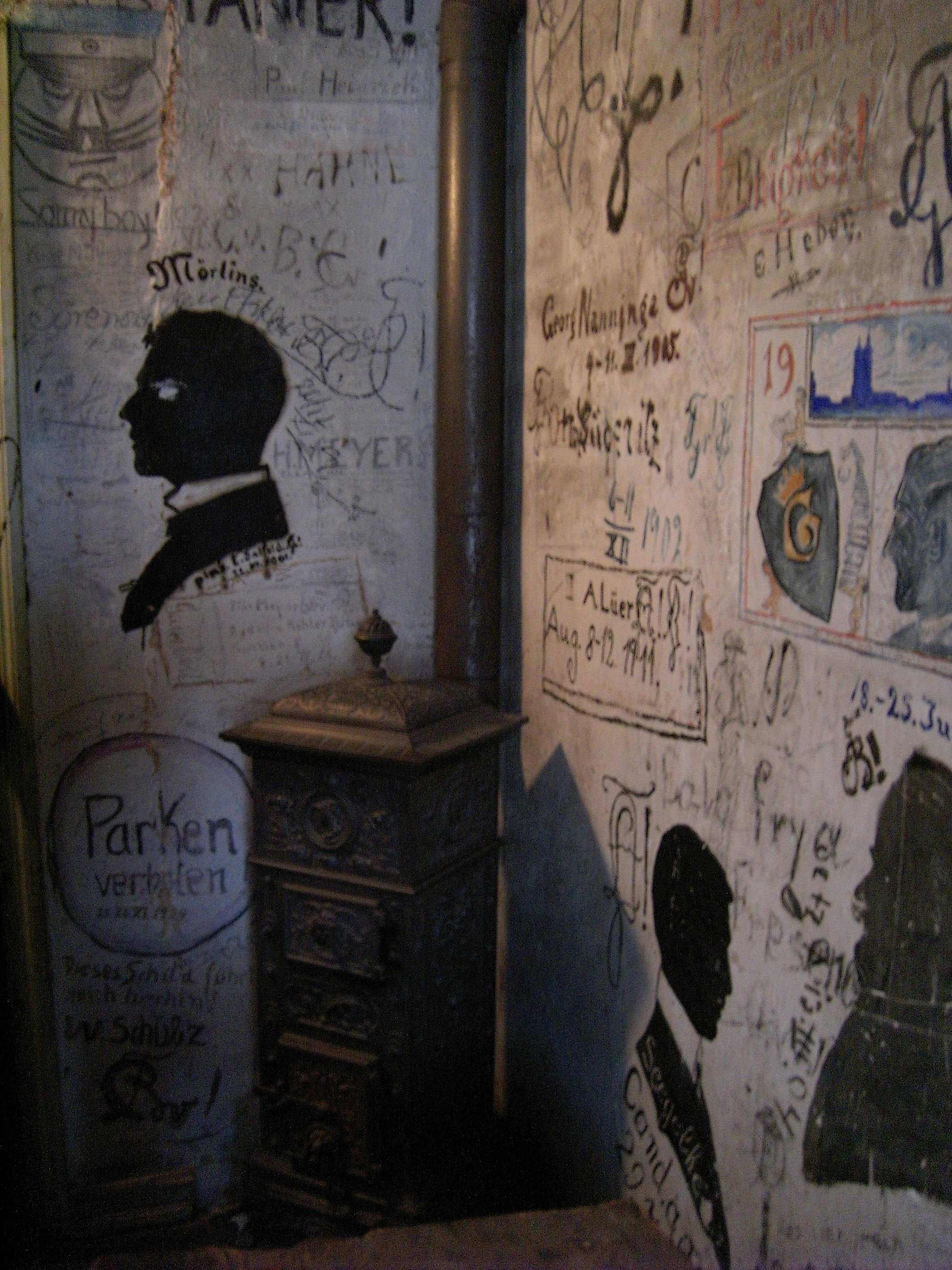
Göttinger Karzer: Schattenrisse von Verbindungsstudenten, Wahlsprüche, Verbindungs-Zirkel, Namen und weitere Inschriften

Im 19. und frühen 20. Jahrhundert brachten Studenten in den Karzern der Universitäten diverse Sprüche, Bilder und Karikaturen an, so auch der spätere Reichskanzler Otto von Bismarck 1833 in Göttingen. Heutzutage werden diese Gefängnisgraffiti restauriert, um sie der Nachwelt als Zeugnis des damaligen studentischen Lebens zu erhalten.
Als die Maya-Stadt Tikal in Guatemala wiederentdeckt wurde, in der bereits in der Antike Graffiti entstanden, verewigten sich dort wiederum die Forscher. So auch der Archäologe „Teoberto Maler 1895–1904“.

### Moderne
Mao Zedong brachte 1915 in den Waschräumen seiner Universität in Changsha eine über 4000 Zeichen lange Schmähschrift über seine Lehrer und die chinesische Gesellschaft an. Damit hält er den Weltrekord für das Graffito mit den meisten Zeichen.
Mindestens seit den 1930er Jahren gibt es in den Vereinigten Staaten Graffiti, die von Gangs angebracht werden. Diese Praxis findet auch bis in die heutige Zeit Anwendung. Die Blütezeit der Ganggraffiti war von den 1970er Jahren bis in die 1990er Jahre. Obwohl auch hier das häufige Anbringen von Namen (taggen) in ausgearbeiteten Buchstaben eine Rolle spielt, darf diese Art von Graffiti nicht mit dem Writing verwechselt werden.
1943 bringen die Mitglieder der deutschen Widerstandsbewegung weiße Rose Hans Scholl, Alexander Schmorell und Willi Graf politische Schablonengraffiti mit Pinsel und Teerfarbe sowie Ölfarbe an Mauern und Hauswänden in München an. Am Eingang des Universitätsgebäudes schreiben sie am 4. und 9. Februar 1943 mehrmals „Freiheit“ und „Nieder mit Hitler“. Am Marienplatz und am Viktualienmarkt sind am 16. Februar an etwa 30 Fassaden der Schriftzug „Massenmörder Hitler“ und durchgestrichene Hakenkreuze zu sehen. Laut Alexander Schmorell wollten sie sich mit den Aktionen „hauptsächlich an die Masse des Volkes wenden“, was „bei der Verbreitung von Druckschriften nicht in diesem Maße möglich war“.
Als 1955 der Jazz-Saxophonist Charlie „Bird“ Parker stirbt, erscheint kurze Zeit später der Spruch „Bird Lives!“ an den Jazzclubs in New York, für den sich später Ted Joans und einige seiner Freunde verantwortlich erklärten.
Eine weitere Form des Taggens, die der reinen Markierung dient und daher eher künstlerisch anspruchslos ist, wird seit den 1960er Jahren von einigen Fußballfans, die meist der Ultra-Bewegung angehören, praktiziert. So markieren die Anhänger einer Mannschaft zum Beispiel bei Auswärtsspielen ihre Aufenthaltsorte aber selbstverständlich auch ihre Heimatstadt vorrangig mit ihrem Gruppennamen. Teilweise entstehen jedoch auch großflächige Wandbilder mit Schriftzügen und Vereinsemblemen, welche doch einen gewissen künstlerischen Anspruch besitzen. In dem Fall wird häufig die Frakturschrift als Vorbild für die Buchstabengestaltung verwendet oder heutzutage ebenso häufig auch der Writingstil. Wie die Ultra-Bewegung selbst findet diese Praxis ihren Ursprung in Italien.
Im Zuge der APO und Studentenbewegungen der 1960er Jahre entstehen vermehrt politische Graffiti. Das wohl bekannteste ist das bereits 1958 entstandene Peace-Zeichen.
1967 sprühte in der Londoner U-Bahn-Station Islington erstmals ein Unbekannter den Spruch „Clapton is God“. Dieser verbreitete sich daraufhin auch an anderen Orten in London. Dieses Graffito ist durch ein berühmtes Foto dokumentiert, auf dem ein Hund an die Wand uriniert, auf dem sich der Schriftzug befindet.
1968 trat Peter Ernst Eiffe in Erscheinung, der in Hamburg als erster Deutscher Graffiti in einem größeren Stil verbreitet haben soll. So schrieb er seinen Namen samt Adresse und diverse Sprüche überall in der Stadt auf Wände und andere Stadtmöbel.
1970 tauchte in München der Schriftzug „Heiduk“ auf. Dieses angeblich nichtsbedeutende Wort soll auf eine linke Kommune aus dem Schlachthofviertel zurückgehen.
In den späten 1970er und frühen 1980er Jahren waren es in Europa, noch vor dem Import des amerikanischen Writings, hauptsächlich Punks, die „taggten“. Hierbei tat sich besonders Amsterdam als Zentrum hervor. Teilweise wurden von den Punks schon Pseudonyme verwendet, jedoch erhoben sie auch eher keinen künstlerischen Anspruch an ihre Hinterlassenschaften, was im allgemeinen Ästhetikverständnis dieser Jugendkultur begründet liegt. Demzufolge gab es auch keine solche Entwicklung zu technisch ausgereiften Werken wie in den Vereinigten Staaten. Die Graffiti behielten den Status von reinen Kritzeleien. Punks waren offenbar auch die ersten, die im öffentlichen Raum Stencils in einem künstlerischen Kontext verwendeten.

## Graffiti als Kunst
Da sich Graffiti im europäischen Kulturraum zunächst völlig unabhängig von der Writing-Kultur in den USA entwickelten, entstanden hier gänzlich andere Ausdrucksformen. Anders als beim amerikanischen Writing bildete hier nicht die Schrift bzw. ein Name das Basiselement der Graffitikomposition, sondern vielmehr bildliche Motive. Hierbei war besonders die Metropole Paris innovativ.
Dem Franzosen Gérard Zlotykamien wird zugerechnet, als erster Künstler überhaupt und bereits vor der Entwicklung des Style-Writings im öffentlichen Raum künstlerisch tätig geworden zu sein. Zunächst mit Kreide oder Pinsel, später auch mit Sprühfarbe, malte er erstmals 1963 Strichfiguren, seine „Éphémères“ („die Vergänglichen“/„vom baldigen Verschwinden Bedrohten“), auf Mauern und andere Untergründe.
Ebenfalls in Paris verteilte seit 1981 Blek le Rat, anfangs noch als Duo, seine Schablonengraffiti auf diversen Wänden, nachdem er nach eigenen Aussagen kläglich daran gescheitert war, mit seinem Partner ein Piece im amerikanischen Writing-Stil zu sprühen.
1983 gestaltete Claude Costa in der Pariser Metro erstmals dort hängende Plakate mit Pinsel und Farbe um – eine frühe Form des Adbusting.

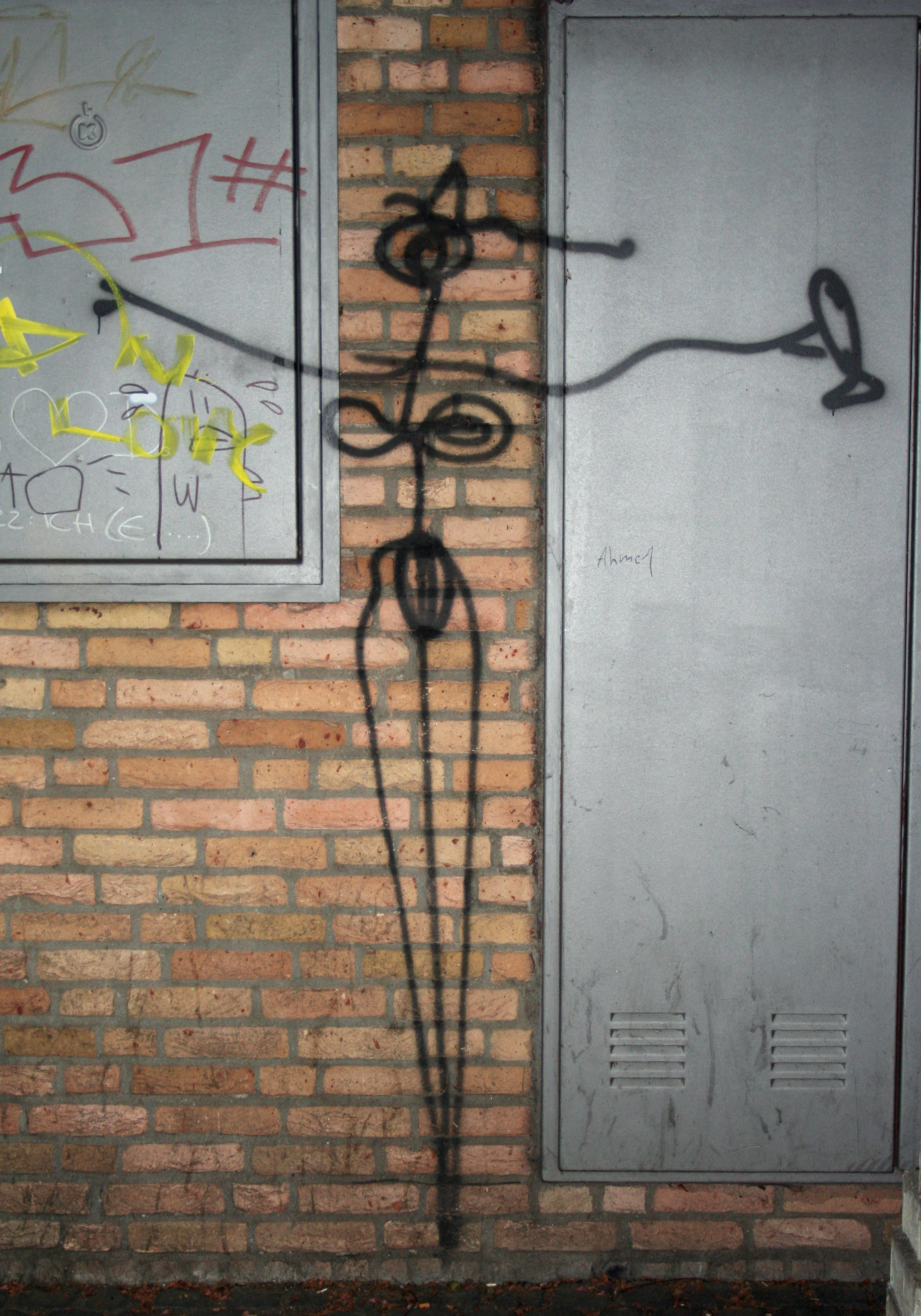
Fischfrau von Harald Naegeli, Fürstenplatz in Düsseldorf, um 1997

Seit 1977 sprüht Harald Naegeli, der „Sprayer von Zürich“, seine Strichfiguren auf Wände in diversen Großstädten. Wegen seiner Graffiti in Zürich wurde er 1981 zu neun Monaten Haft und 206.000 Franken Strafe verurteilt. Diese Strafe musste er 1984 absitzen, nachdem er nach Deutschland geflohen und ein internationaler Haftbefehl gegen ihn ausgestellt worden war. Heute ist er ein anerkannter Künstler, dessen Werke von der Stadt Zürich als schützenswert erachtet werden.
Das „Liebespaar“ des Aachener Wandmalers Klaus Paier wurde im Dezember 2011 unter Denkmalschutz gestellt. Ende 2014 folgte die Unterschutzstellung seines Werkes „Zwischen den Tagen“ und 2015 für „Der große Krieg“.
Neben diesen europäischen, eher der Streetart zuzurechnenden Graffiti-Aktivisten gibt es auch im amerikanischen Kulturraum Sprayer, die diesem Genre und nicht dem Style-Writing zugeordnet werden können. Hier sind unter anderen Keith Haring, Jean-Michel Basquiat und Richard Hambleton als bekannte Vertreter zu erwähnen.

## Geschichte des Style-Writings
Graffiti-Writing als eines der vier wesentlichen Elemente (neben Rap/MCing, DJing und B-Boying) der Hip-Hop-Kultur hat seine Wurzeln im New York City Ende der 1960er Jahre.
Es besteht jedoch nicht zwingend ein Zusammenhang zwischen Writing und Hip-Hop. Writing ist älter als die Hip-Hop-Kultur, welche erst später alle vier Elemente miteinander vereinte. So sind auch heutzutage nicht alle Writer zwangsläufig zugleich Hip-Hopper.
Das Hinterlassen von Namen ist so alt wie die Geschichte der Graffiti selbst. Schon bei den Alten Ägyptern findet man Zeugnisse dieser Praxis – jedoch nicht in dem Ausmaß, wie es beim modernen Graffiti-Writing der Fall ist.

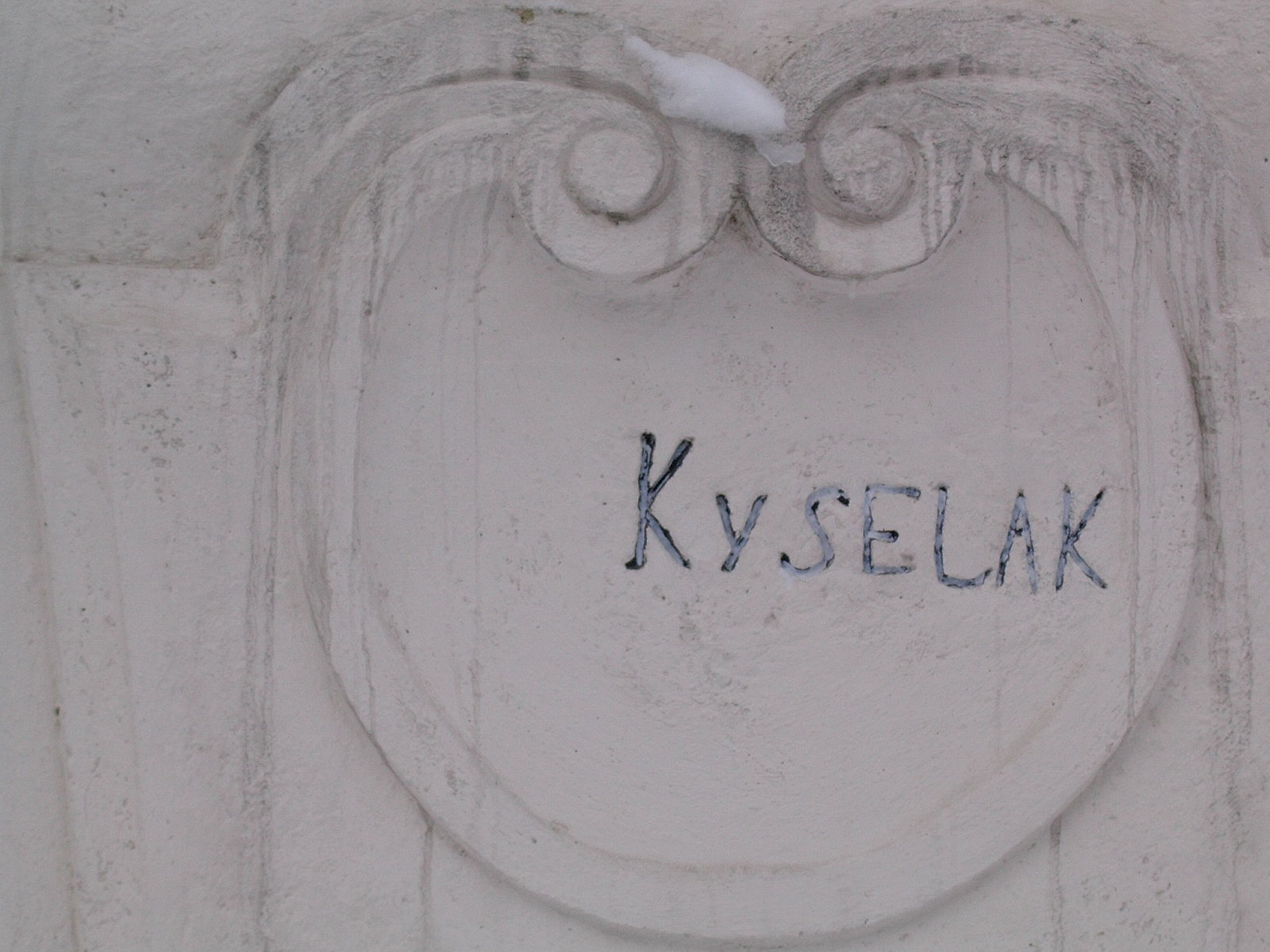
Kyselaks Inschrift an der Säule im Wiener Schwarzenbergpark

Als Vorläufer des Graffiti-Writings gilt der Schriftzug Kyselak, den der Österreicher Joseph Kyselak im 19. Jahrhundert auf Grund einer Wette an alle möglichen und unmöglichen Stellen schrieb. Diese Art des Markierens von Stellen ist identisch mit dem Prinzip des modernen Taggens in der Writingkultur; jedoch ohne den ästhetischen Aspekt, den die Writer heutzutage an sich stellen. Auch verwendet er noch kein Pseudonym, so wie es später üblich ist.
Ein weiterer Vorläufer ist der Satz „Kilroy was here“, der im Zweiten Weltkrieg von US-Soldaten an die unmöglichsten und seltsamsten Stellen geschrieben wurde.
Hier wurde derselbe Name von mehreren Personen gleichzeitig und damit wesentlich stärker verbreitet. Man kann sagen, dass diese Vorgehensweise dem Zusammenschluss von mehreren Writern zu einer Crew bereits ähnelt.
Mitte der 1960er Jahre begann Darryl McCray, sein Pseudonym CORNBREAD in Philadelphia zu verbreiten. Anfangs nur, um die Aufmerksamkeit eines Mädchens zu gewinnen, wurde es danach eine Art Selbstläufer, und er versuchte immer verrücktere Stellen zu taggen, um noch berühmter zu werden. So schrieb er sein Pseudonym unter anderem an einen Elefanten im Zoo von Philadelphia und an den Privatjet der Jackson 5. Zu erwähnen ist auch sein Partner COOL EARL.
Möglichst waghalsige Aktionen, so wie es bereits Kyselak tat, und der damit verbundene Ruhm spielten somit als zentrales Ziel bereits eine entscheidende Rolle, so wie es auch heute noch für das moderne Graffiti-Writing üblich ist. Ein weiterer bedeutender Schritt weg von den bis dahin ausschließlich vorherrschenden Graffiti als Bestandteil der Gangkultur in Richtung Writing ist ebenfalls CORNBREAD zuzurechnen, da er als erster unabhängig von Gangrevieren, den sogenannten Turfs, im gesamten Stadtgebiet operierte. CORNBREAD war auch der erste, der eine Krone über sein Tag setzte.

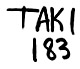
„TAKI 183“ löste in New York das Phänomen des Taggens aus

Ende der 1960er Jahre gelangte das Phänomen des Taggens nach New York City, wo es erst richtig populär wurde. Am 21. Juli 1971 berichtete The New York Times über das Faible eines griechischstämmigen Botenjungen, sein Pseudonym TAKI 183 während seiner Botengänge durch die Stadt New York auf diversen Wänden zu hinterlassen. Dies animierte zahlreiche Nachahmer. Das Tagging breitete sich schnell unter den Jugendlichen der ganzen Stadt aus. Es wird gemutmaßt, dass evtl. JULIO 204 bereits vorher mit dem Taggen in New York begann, jedoch nicht die Aufmerksamkeit wie TAKI 183 erfuhr und daher nicht so bekannt wurde.
Mit Markern oder Filzstiften und Sprühdosen brachten die Akteure ihre Kürzel, Zeichen oder Pseudonyme möglichst auffällig an Wänden, Türen, Bänken etc. an. Aufgrund der enormen Anzahl von Writern, wie die Mitglieder der Szene genannt werden, wurden die Tags immer größer und aufwändiger, und jeder Einzelne musste einen möglichst eigenen, innovativen Style und neue Techniken entwickeln, um aus der Masse von Namen hervorzustechen. Auch die Stellen wurden immer spektakulärer. Die Tagger entdeckten die U-Bahn bzw. die Subway Art als hervorragendes Mittel, den Namen leichter zu verbreiten, da so ihr Name durch die Stadt zu den Leuten fuhr und nicht umgekehrt.

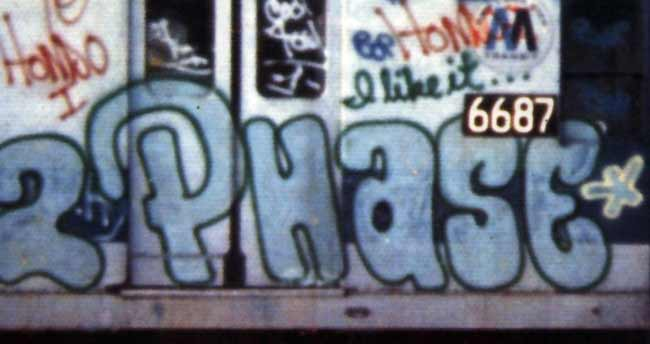
Panel-Piece von PHASE2 auf einem U-Bahn-Waggon in New York

Durch Erfindung des Fatcaps und das anschließende Umranden der auf diese Weise dickeren Buchstaben mit einer anderen Farbe (Outline) wurde das Piece – kurz für Masterpiece – erfunden. Diese Schritte werden SUPERKOOL 223 zugerechnet, der ebenfalls als erster einen U-Bahn-Waggon von außen mit einem solchen Piece besprüht haben soll. Die Pieces wurden zunehmend größer, auffälliger und technisch ausgereifter, behielten aber im Prinzip meist nur die Form der Tags, die lediglich umrandet wurden. Die Writer begannen an sich selbst einen künstlerischen Anspruch zu stellen, und es entwickelten sich schnell verschiedene Styles, wie der Bubblestyle und der Wildstyle von PHASE2 oder der an Western-Typografie erinnernde Broadway Elegant, der durch TOPCAT 126 von Philadelphia nach New York importiert wurde und sich bald zum Blockbuster weiterentwickelte.
Bedeutende Namen aus der Anfangszeit der Kultur sind unter anderem FRANK 207, EDDIE 181, HONDO 1, JAPAN 1, MOSES 147, SNAKE 131, LEE 163rd, STAR 3, TRACY 168, BARBARA 62, EVA 62, CAY 161, JUNIOR 161 und STAY HIGH 149.
Neuerungen wie der 3D-Block, um dem Style Tiefe zu geben, mehrfarbige Fill-Ins und Hintergrundgestaltungen (Background/Cloud) sowie Darstellungen von Figuren (Character) kamen allmählich hinzu. Gegen 1974 verwendeten Writer wie TRACY 168, CLIFF 159 und BLADE erstmals aufwändige Hintergrundgestaltungen und Figuren, dass bald ein kompletter Waggon mit detaillierten Szenerien gestaltet wurde (Mural-Wholecar). Der Style entwickelte sich ebenfalls weiter, dadurch dass die verschiedenen Writer Ideen anderer übernahmen, eigens interpretierten und weiterentwickelten. Zusätzlich wurde der Throw-Up erfunden. Auf diese Weise waren bis 1974 alle grundlegenden Entwicklungen abgeschlossen, auf denen alle weiteren Generationen aufbauten.
Anfang der 1980er Jahre begann der Niedergang des Writings auf U-Bahnen in New York, da die Abstellanlagen besser gesichert und die Züge schneller und öfter gereinigt wurden. Durch die größeren Anstrengungen, die unternommen werden mussten, um die Züge zu bemalen, kam es zu Hoheitsansprüchen einiger Writer auf bestimmte Abstellanlagen und dementsprechend vermehrt zu Gewalt gegen „Eindringlinge“. Dies demotivierte eine große Zahl von Writern. Außerdem durften Sprühdosen nicht mehr an Minderjährige verkauft werden und die Händler mussten die Sprühdosen in abgeschlossenen Schränken aufbewahren, damit sie nicht mehr gestohlen werden konnten. Trotzdem blieb bis Ende der 1980er Jahre eine noch immer recht große Anzahl von Writern, die weiterhin auf U-Bahnen malten. Erst als 1989 der letzte Zug gereinigt wurde, malten nur noch sehr wenige New Yorker, aus nostalgischen Gründen oder weil sie den Kampf gegen die MTA nicht verlieren wollten, sowie einige Touristen, die in das „Mekka“ des Writings pilgerten, auf U-Bahnen.

Piece von BANDO in Paris

Das Writing wurde Anfang der 1980er Jahre auch über New Yorks Grenzen hinaus populär. Dem Franzosen BANDO CTK wird zugerechnet, 1983 das amerikanische Style-Writing nach Europa quasi importiert und hier maßgeblich zu dessen Verbreitung beigetragen zu haben. Besonders aber auch durch die Filme Wild Style!, Beat Street und Style Wars, durch die eine breite Öffentlichkeit erreicht wurde, fand die Idee des Writing in den 1980er Jahren vornehmlich in westlichen Kulturen begeisterte Anhänger. Nach dem Ende des Kalten Krieges verbreitete sich das Graffiti-Writing auch vermehrt im Ostblock. Mittlerweile ist es fast auf der ganzen Welt verbreitet, jedoch vorwiegend in Europa, Nord- und Südamerika sowie Australien. In Entwicklungsgebieten wie zum Beispiel Afrika gibt es bis auf in Südafrika keine lokalen Szenen.
Writer, die mit Beginn der Bewegung auf dem jeweiligen Kontinent aktiv wurden, werden heute gemeinhin als Old School (alte Schule) bezeichnet. Es ist üblich, dass auch in einer Stadt die lokalen Pioniere dieser Kultur so bezeichnet werden.
Durch die vielen Weiterentwicklungen, die im Writing-Bereich in der jüngsten Zeit gemacht wurden, ist es heutzutage schwierig, die beiden Begriffe Writing und Streetart klar voneinander zu trennen. Viele Techniken überschneiden sich. Manche Writer haben zum Beispiel ihren Namen so weit abstrahiert oder verbildlicht, dass sie zwar weiterhin unter einem Pseudonym bekannt sind, aber im Prinzip nur noch eine Art Logo oder ein figürliches Motiv als Erkennungszeichen verwenden. Andere Writer schreiben ihre Tags oder Bilder in Heimarbeit auf Sticker und Plakate, da diese schneller angebracht werden können. Wieder andere bauen dreidimensionale Plastiken ihres Namens und installieren diese im öffentlichen Raum. All dies sind aber auch Techniken aus dem Streetart-Bereich. Daher findet der englische Begriff Post-Graffiti manchmal Verwendung, der diese technische Weiterentwicklung beschreibt.

## Jargon
Die Writing-Szene hat ein reichhaltiges Vokabular entwickelt, welches schwierig zu verstehen ist. Da die Wurzeln dieser Kultur in den Vereinigten Staaten liegen, wurden die meisten Begriffe direkt aus dem Englischen übernommen.

## Motivation für Writing
Die Universität Potsdam kam bei Untersuchungen zu verschiedenen Motivationen der Sprayer:
- Streben nach eigener Verbesserung, Fortschritte machen
- Positive Emotionen (abschalten vom Alltag, abreagieren, Stimmung verbessern, drogenrauschähnlicher Kick beim Sprühen)
- Kreativität (Ideen und Vorstellungen verwirklichen, Gefühle ausdrücken)
- Gruppengefühl (Geborgenheit, Zusammenhalt)
- Ruhm (englisch: Fame)
- Lebenssinn
- Grenzerfahrungen machen (Angst, Gefahr erleben und überwinden)
- Selbstverwirklichung

Den drogenähnlichen Rauschzustand, den manche Sprüher immer wieder erleben, hat man sonst nur bei Extremsportlern wie zum Beispiel Felskletterern festgestellt und er tritt überraschenderweise gleichermaßen bei legal (Ruhm und Leistung) als auch bei illegal (Grenzerfahrung) arbeitenden Writern auf. Gleichzeitig bedeutet illegales Malen jedoch auch ein hohes Maß an psychischem und physischem Stress. Dieser Stress kann ein Grund für einen Writer sein, auf legales Malen umzusteigen.

## Bemalte Objekte

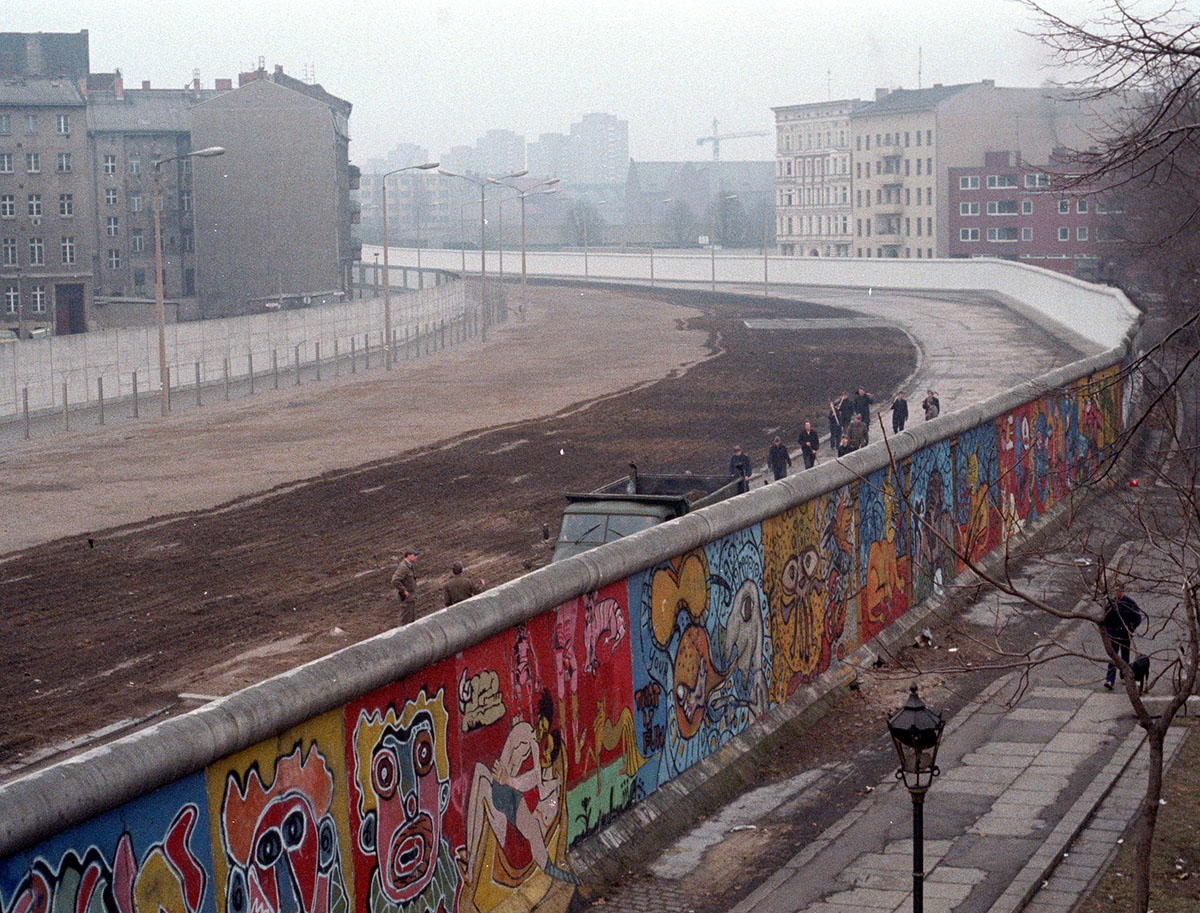
Weltgrößtes Graffiti-Objekt war die Berliner Mauer

Graffiti werden auf allen geeigneten Oberflächen verschiedener Objekte gesprüht oder gemalt oder durch Veränderung und Eingriff in die Struktur der Objekte erstellt. Häufige Beispiele sind Hauswände, Trafostationen, Brücken, Unterführungen, Eisenbahnanlagen, Fahrzeuge, Schallschutzwände, Stromkästen oder Verkehrsschilder.
In der sogenannten Writing-Szene gilt als Faustregel: Je schwieriger ein Objekt zu erreichen und zu bemalen ist, desto größer ist die Anerkennung innerhalb dieser Gruppe. Eine auf einem Hausdach gelegene Wand, ein ganzer Eisenbahnzug oder zum Beispiel auch ein Einsatzfahrzeug der Polizei sind in der Regel schwieriger zu bemalen als eine Straßenunterführung und bringen dementsprechend mehr Ansehen. Hierbei hängt der Grad der Anerkennung aber auch von Qualität (Sauberkeit, Stil u. ä.) und Quantität ab.

In den Großstädten Frankreichs wie hier in Paris sind besprühte Beförderungswagen ein gewohnter Anblick

Das Bemalen von Einfamilienhäusern, privaten Personenkraftwagen, Denkmälern, Grabsteinen, historischen Gebäuden und ähnlichen Objekten soll in der Writing-Szene hingegen verpönt sein, wenngleich diese selbst auferlegten Tabus keine Allgemeingültigkeit besitzen. Zudem werden Graffiti auch von Personen erstellt, die sich nicht dieser Szene zurechnen und sich teilweise auch nicht an diese ungeschriebenen Regeln halten.
Es gibt viele Objekte, auf denen regelmäßig neue Graffiti angebracht werden. Ein bekanntes Beispiel ist das Holbeinpferd in Freiburg im Breisgau, welches durch die Farbschichten immer dicker wurde.

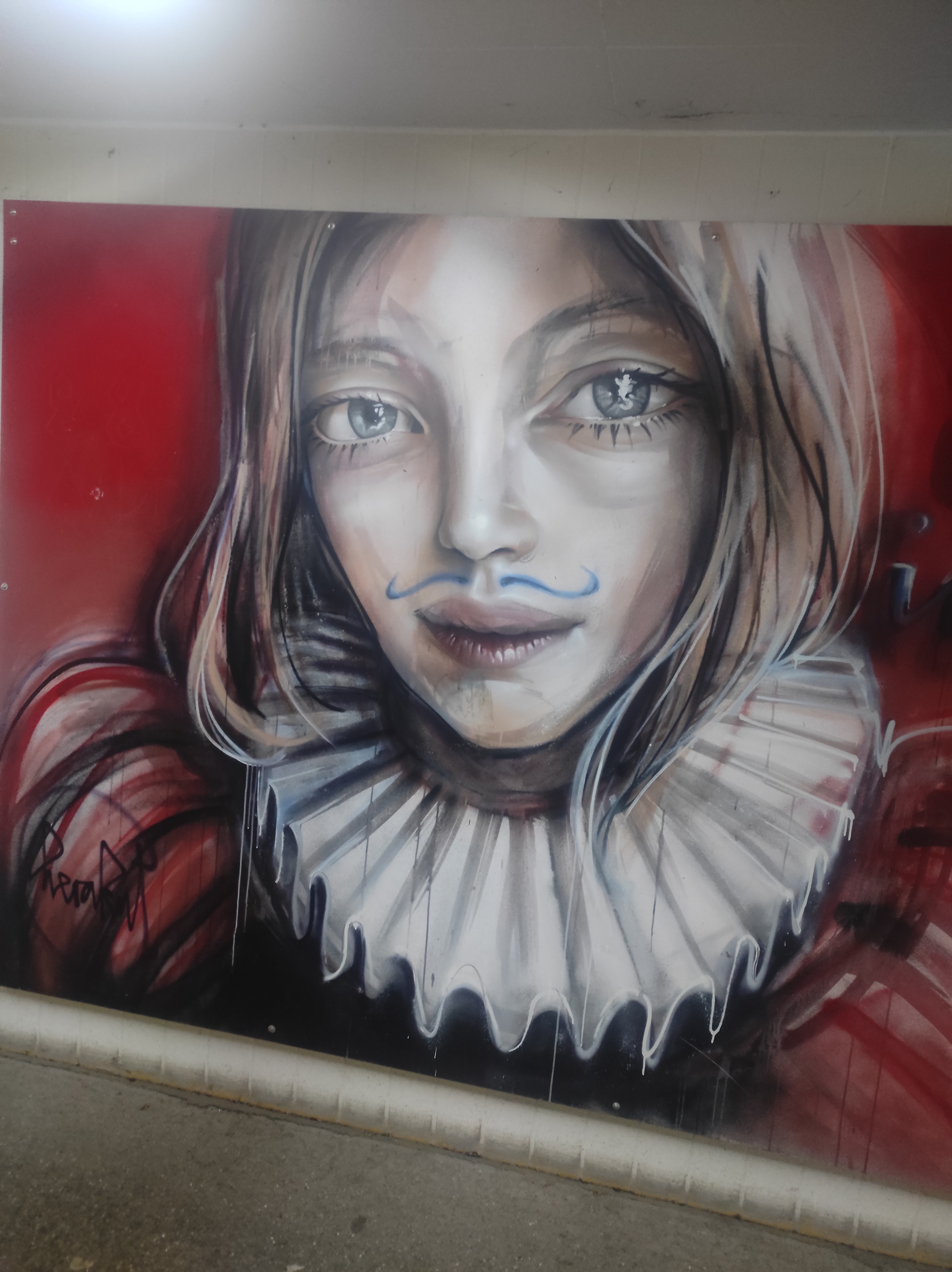
Illegales Graffito in Form eines nachträglich hinzugefügten Schnurrbarts auf legalem Graffito an einer Bahnunterführung in Dortelweil

## Rechtsfragen
Das nicht genehmigte Aufbringen von Graffiti kann zivil- und strafrechtliche Folgen haben.

### Rechtslage Deutschland, Österreich, Schweiz
Zivilrechtlich kann gegen die Sprayer ein Schadensersatzanspruch wegen unerlaubter Handlung entstehen. Ein Entfernen ist oft mit hohen Kosten verbunden. Daneben kann der Eigentümer auch den Ersatz der Kosten und Unterlassung verlangen.
Zudem können Graffiti als Sachbeschädigung verfolgt werden. Die dafür geltenden Rechtsnormen sind in Deutschland § 303 und § 304 StGB (Geldstrafe oder bis 2 Jahre Freiheitsstrafe, bei der Beschädigung von Grabmälern, Denkmälern oder öffentlichen Kunstgegenständen bis zu 3 Jahren). In Österreich § 125 StGB und § 126 StGB und in der Schweiz der Art. 144 StGB.

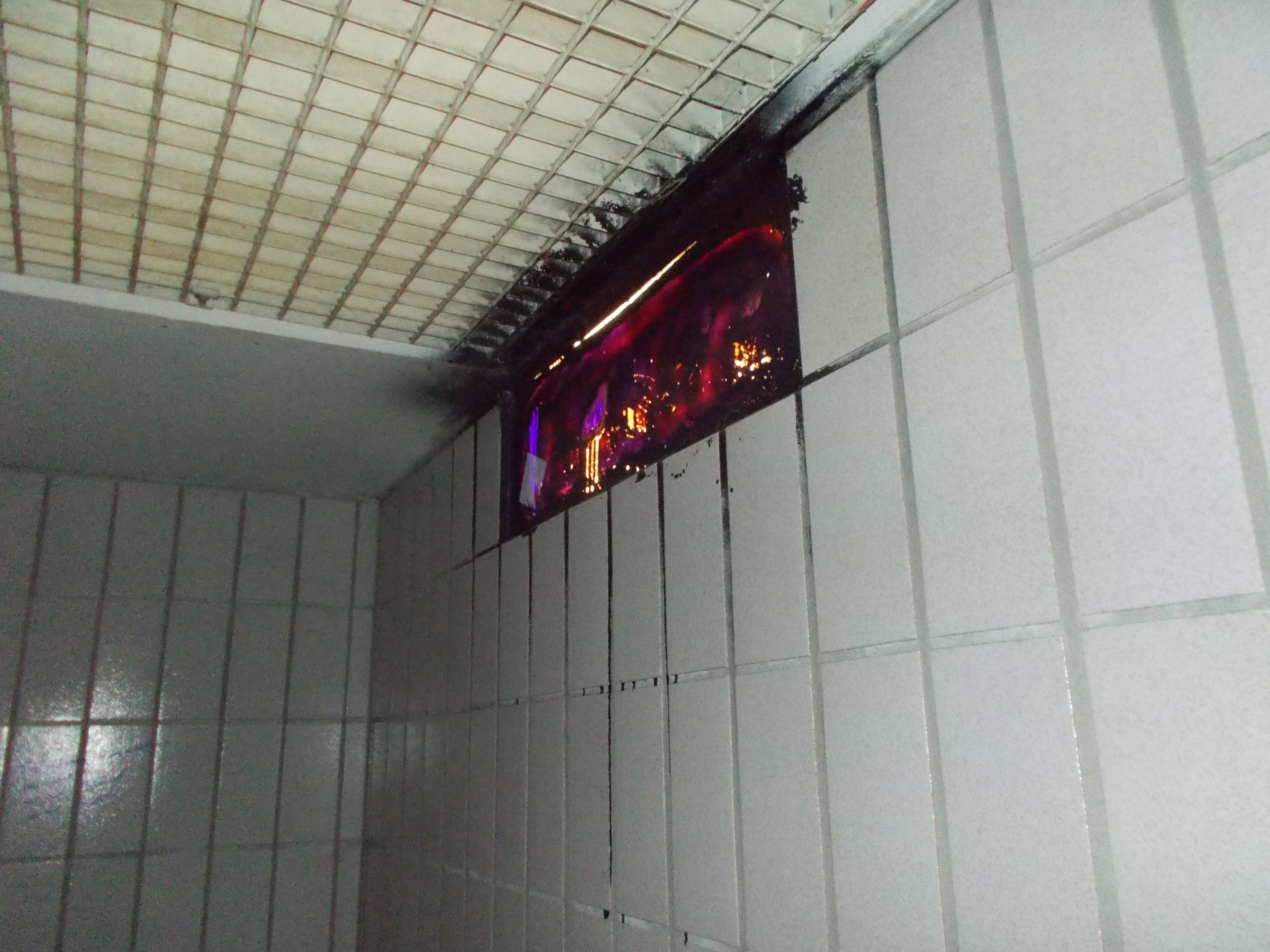
Beispiel einer Graffiti, welche einen Eingriff in die Funktion darstellt: eine mit schwarzer Farbe besprühte Lampe auf einer Toilette

Allerdings war es lange Zeit so, dass ein Eingriff in Sachsubstanz oder Funktion verlangt wurde, um den Tatbestand der Sachbeschädigung zu erfüllen (BGHSt 29, 129). Wenn die bestimmungsgemäße Funktion nicht wie bei Denkmälern, Verkehrsschildern usw. gerade in einem bestimmten Aussehen lag, erkannte die Rechtsprechung einen solchen Eingriff bei entfernbaren Aufsprühungen nicht. Eine weitere Auslegung überschreite die Wortlautgrenze (vgl. Analogieverbot). Allerdings wird in der Regel eine Sachbeschädigung dann angenommen, wenn ein Schaden erst beim Entfernen des Graffitis auftritt, wie es etwa beim Hochdruckreinigen von historischem Wandputz oder von Sandsteinoberflächen häufig der Fall ist. Diese Rechtsprechung verursachte aber sowohl praktische (Beweisprobleme, Gutachterkosten) wie auch dogmatische (Erfolgseintritt und damit Vollendungszeitpunkt) Probleme. Das führte in Deutschland im September 2005 zum 39. Strafrechtsänderungsgesetz, das den Sachbeschädigungstatbestand in § 303 StGB um den neuen Absatz 2 erweiterte. Danach macht sich auch strafbar, „wer unbefugt das Erscheinungsbild einer fremden Sache nicht nur unerheblich und nicht nur vorübergehend verändert.“
Weitere mögliche Straftatbestände können sich aus der Verletzung des Eigentumsrechts (unerlaubtes Betreten fremden Grund und Bodens: § 123 StGB – Hausfriedensbruch) sowie durch Gefährdung des Straßen- und Eisenbahnverkehrs bei Bemalung von Verkehrszeichen, -schildern und Signalen (§ 315 und § 315b StGB – Gefährliche Eingriffe in den Bahn- oder Straßenverkehr) ergeben. Die Verwendung von Flusssäure und anderen Chemikalien im öffentlich zugänglichen Raum kann als Verbrechenstatbestand im Sinne des § 330a StGB – Schwere Gefährdung durch Freisetzen von Giften verfolgt – werden.
Einige Länder haben auch im öffentlichen Recht entsprechende Regelungen getroffen. So findet sich im § 9 Abs. 3 der Bauordnung des Landes Berlin eine Pflicht zum Entfernen von „Farbschmierereien“. Durch eine rasche Entfernung der Graffiti soll die Attraktivität der entsprechenden Flächen gesenkt werden.
Seit 2004 werden in Deutschland zum Auffinden von illegalen Graffiti-Sprayern, die beispielsweise auf Bahnanlagen für erhebliche Gefahrensituationen sorgen, unter anderem Polizeihubschrauber eingesetzt, obwohl die Verhältnismäßigkeit dieser Aktionen in Hinblick auf Kosten, Ruhestörung und Lichtverschmutzung wiederholt kritisiert wurde. Bei den Hubschrauberflügen werden auch Wärmebildkameras genutzt, die auch Personen über mehrere Kilometer erkennen können sollen, noch bevor der Hubschrauber zu hören ist.

### Spannungsfeld
In der Berichterstattung über Gerichtsverfahren gegen Graffitimaler wird auch auf den Konflikt der betroffenen Grundrechte hingewiesen. Auf der einen Seite die Kunstfreiheit (siehe Artikel 5 GG oder Art. 5 GG) und auf der anderen die Gewährleistung von Eigentum (siehe Art. 14 GG) beziehungsweise konkret die Sachbeschädigung nach § 303 Absatz 2 StGB. Dies kann anhand des über 20 Jahre illegal aktiven Graffiti-Sprayers Oz in Hamburg verfolgt werden oder an den Augsburgblumen, die auf öffentliche Akzeptanz stießen (das Stadtmarketing wollte mit den Blumen werben), dem Künstler aber wegen Sachbeschädigung 10 Monate Haft auf Bewährung sowie die Leistung von Sozialstunden und Geldstrafe einbrachten. In einem Fall in Düsseldorf ließ der Freund des afghanischen Models Zohre Esmaeli das Bild seiner Freundin zu deren Geburtstag durch den Airbrush-Künstler Andi Ponto als vier mal fünf Meter großes Wandgemälde an die einem Bahngelände zugewandte Brandwand eines Privathauses sprühen. Nachdem der Eigentümer des Hauses Anzeige wegen Sachbeschädigung erstattet hatte, begann die Staatsanwaltschaft mit den Ermittlungen. Ein weiterer Fall, bei dem eine Abwägung zwischen Kunstfreiheit und Eigentum zum Tragen kam, ist die rechtliche Auseinandersetzung um den Graffiti-Dokumentarfilm Unlike U – Trainwriting in Berlin. Die betroffene Kunst ist hier allerdings nicht das Erstellen von Graffiti, sondern das Filmen davon auf dem Eigentum der Berliner Verkehrsbetriebe. Diese hatten wegen der Aufnahmen geklagt und in erster Instanz Recht bekommen; die nächste Instanz hob das Urteil wieder auf.

### Präventions- und Gegenmaßnahmen zu illegalen Graffiti

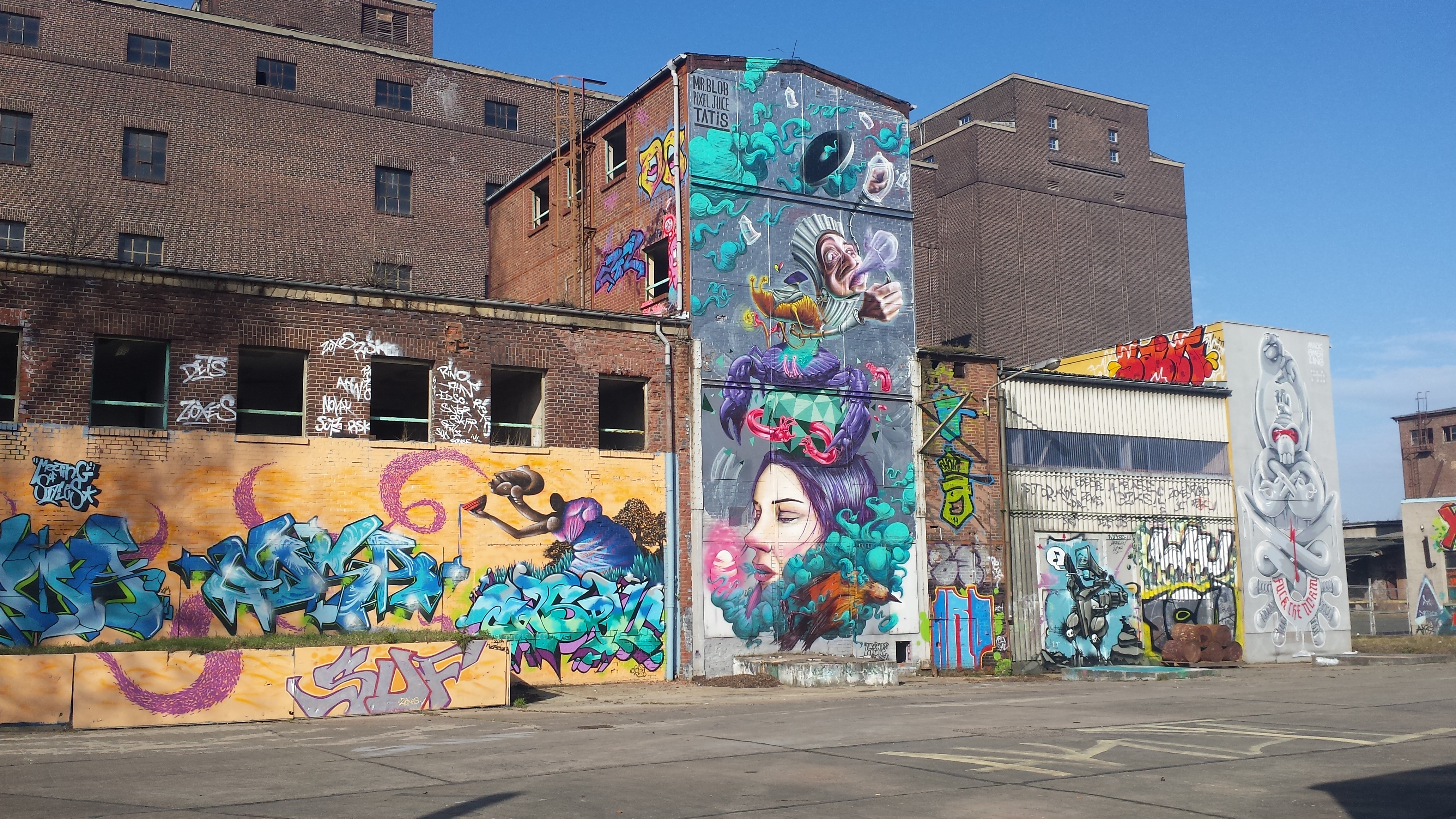
Aerosol-Arena in Magdeburg

Aufgrund der weiten Verbreitung von illegalen Graffiti gibt es Bestrebungen, potenzielle Ziele im öffentlichen Raum vor Sprayern zu schützen.
Im Wesentlichen gibt es hierfür folgende präventive Ansätze:
- Schutz beliebter Ziele von Graffiti – wie Züge – durch Umzäunen der Anlagen, Stacheldraht, Einsatz von Wachpersonal, helle Beleuchtung und Bewegungsmelder.
- Kameraüberwachung soll vor allem abschreckend wirken, da das eigentliche Besprühen oder Kratzen damit nicht verhindert werden kann. Über die abschreckende Wirkung hinaus kann das Bildmaterial zur Ermittlung der Täter genutzt werden.
- Die Berliner Verkehrsbetriebe schützen Teile der U-Bahnhöfe durch das Anbringen von leicht zu reinigenden Emailleschildern vor den Wänden. Spezielle Folien, die im Innenbereich auf Glasscheiben und im Außenbereich großflächig auf die Waggons geklebt werden, sollen ebenfalls für eine gute Entfernbarkeit sorgen und die Beschädigung des Untergrunds verhindern.
- Fassaden können durch verschiedene Techniken zumindest soweit geschützt werden, dass bei der Entfernung von Graffiti keine Schäden an der Substanz entstehen. Dies erfolgt häufig durch Auftragen von Schutzlackschichten, die nach einer Graffiti-Entfernung erneut aufgetragen werden müssen.
- Durch das Bepflanzen von Flächen werden Graffiti mit gutem Erfolg verhindert.
- Die Verwendung von Glas als Hauptbaustoff stellt wegen der unter den Writern verbreiteten ursprünglichsten Form von Graffiti, dem Ritzen, nur teilweise eine Prävention gegen Graffiti dar.
- Große Flächen nicht einfarbig streichen, sondern eine Wandgestaltung anbringen lassen. Die meisten Writer haben Respekt vor künstlerischen Werken anderer und übersprühen große Murals nicht mit Tags oder Throwups. Es muss sich bei der Gestaltung nicht um Graffiti handeln, um diesen Präventionseffekt zu nutzen.
- Gestaltung von öffentlichen und privaten Flächen durch Sprayer
- Schaffung von Freiflächen im öffentlichen Raum zur Förderung des legalen Graffiti (Hall of Fame). Damit kann nicht verhindert werden, dass einige Writer auf nicht genehmigten Flächen arbeiten, aber dies ist nur konsequent, um den Kindern und Jugendlichen glaubwürdig vermitteln zu können, dass sie nicht ohne Erlaubnis im öffentlichen Raum sprayen dürfen. Um „Schmierereien“ im Stadtgebiet einzudämmen, erließ beispielsweise die Stadt Lörrach im Jahr 2010, dass die Pfeiler der Wiesentalbrücke (Bridge-Gallery) legal mit Graffiti gestaltet werden können. Die Aerosol-Arena befindet sich in Magdeburg. In dieser darf man legal Graffiti sprühen. Es steht ein Eisenbahnwaggon zur Verfügung.
- Durchführung von Wettbewerben mit entsprechenden Flächen
- Schnelles Reinigen von Flächen, die häufig besprüht werden, um die Hoheit über die Fläche zu zeigen und den Anreiz für aufwändige Arbeiten zu nehmen. Der wesentliche Anreiz des Sprayers, seine Arbeit im öffentlichen Raum sichtbar zu zeigen, wird so zunichtegemacht. Dieser Ansatz hat in der Praxis häufig den negativen Effekt, dass die Qualität der aufgebrachten Graffiti extrem sinkt, teilweise sogar im andauernden „Crossen“ der Fläche endet.
- Konsequente strafrechtliche Verfolgung. Hier steht vor allem die Abschreckung im Vordergrund. In New York wurde zu diesem Zweck in den 1990er Jahren von Bürgermeister Rudy Giuliani die Nulltoleranzstrategie eingeführt. In Deutschland wurde im Jahre 2005 das nicht unerhebliche und nicht nur vorübergehende äußerliche Verändern von Oberflächen als zusätzlicher Straftatbestand in das Strafgesetzbuch aufgenommen und gilt seither als Sachbeschädigung.

In Hamburg wurde Ende der 1980er-Jahre ein bundesweit beachtetes Verfahren zur Entkriminalisierung entwickelt: Eine Sozialarbeiterin arbeitete mit der Hochbahn einen Mustervertrag für einen Täter-Opfer-Ausgleich aus. Das Verkehrsunternehmen verzichtete darin teilweise oder komplett auf die Schadenersatzforderung. Im Gegenzug verpflichtete sich der ermittelte Writer, keine weiteren Sachschäden in den Betriebsanlagen der HVV-Unternehmen zu verursachen. Im Falle eines weiteren angezeigten Delikts wurde die Forderung wieder erhoben. Umstritten war in Hamburg zu dieser Zeit die Doppelstrategie der Sonderkommission, Delikte konsequent zu verfolgen und den Writern gleichzeitig bezahlte Aufträge zu verschaffen. „[Die Jugendlichen] wussten nicht mehr, ob sie einen Kumpel oder einen Strafvervolger vor sich hatten“.
In Frankfurt am Main entstand im Jahr 2000 durch Schnitzing ein Projekt, das den „Förderpreis der Deutschen Kriminalprävention 2004“ erhielt. Hierbei werden Graffiti-Schriftzüge dreidimensional in Holz dargestellt. Damit verbindet man traditionelle Holzbildhauerei mit den Inhalten der Writing-Kultur, um die Dynamik der Graffiti-Formensprache zur skulpturalen Kunst zu erheben.

### Graffitientfernung

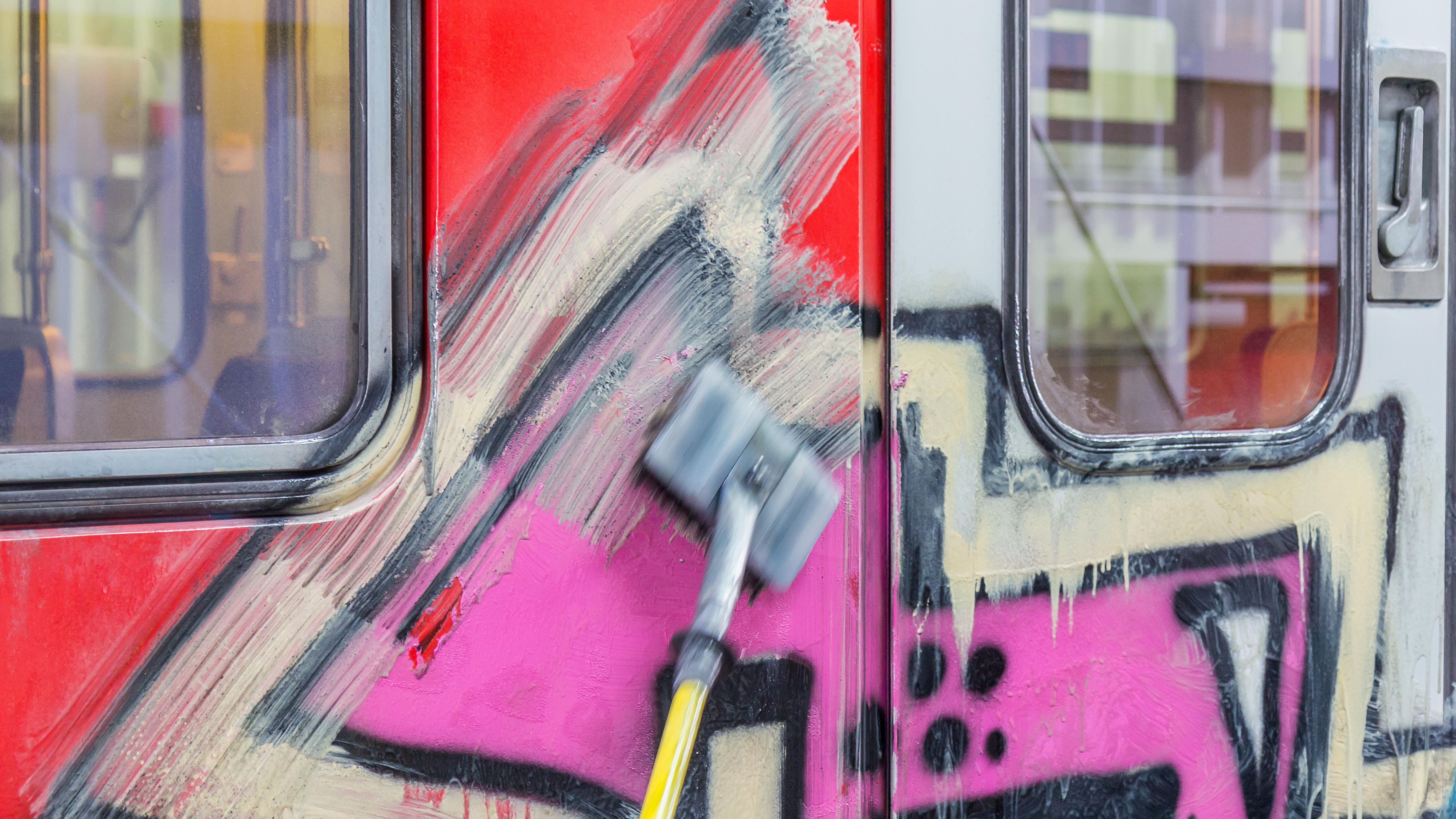
Graffitientfernung von einer S-Bahn der Deutschen Bahn in Köln-Nippes

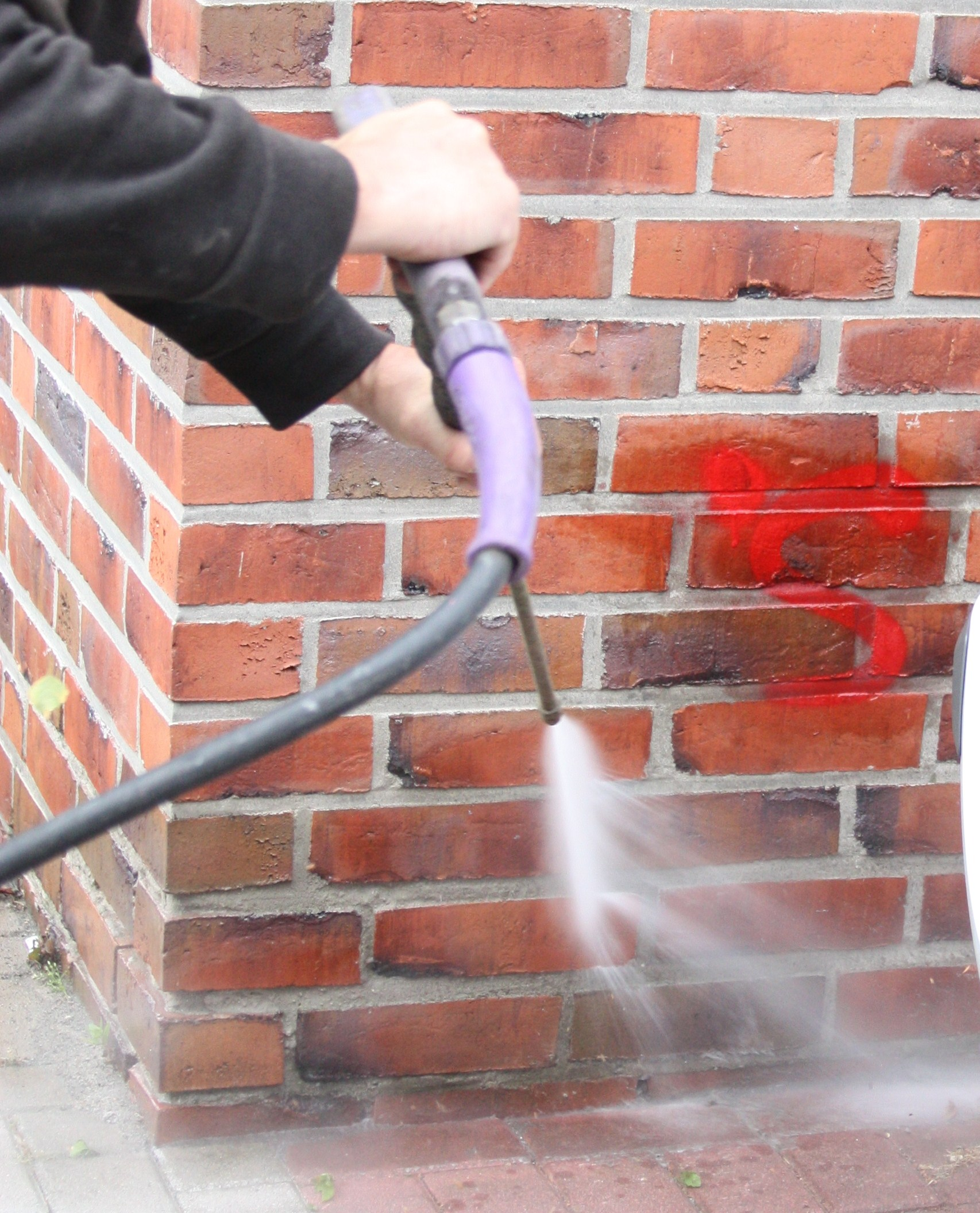
Graffitientfernung mit 300 bar Wasserstrahl nach vorheriger chemischer Bearbeitung

Graffiti lassen sich bei ungestrichenen Untergründen, zum Beispiel Beton, Klinkerstein und Naturstein, nur mit entsprechendem Aufwand entfernen. Das ist auch davon abhängig, welche Farbmittel verwendet wurden. Hierzu sind drei Schritte notwendig:
1. Auftragen eines Graffitientferners (bspw. mit dem Lösungsmittel GBL) mit entsprechender Einwirkzeit je nach Untergrund, Außentemperatur von mindestens 15 °C und Farbmittel zum Aufbrechen der Farbmittel aus dem Untergrund. Angelöste Farbmittel werden mit einem Heißwasser-Hochdruckreiniger entfernt. Dieser Vorgang muss gegebenenfalls wiederholt werden.
2. Zum Entfernen des meist noch vorhandenen Graffitischattens wird ein alkalischer Schattenentferner verwendet. Damit werden die Reste an Farbpigmenten und die Farbschatten behandelt.
3. Sollten dann noch Reste an Farbschatten übrig bleiben, können diese meist mit einem Bleichmittel entfernt werden.

### Urheberrecht
Bis heute ist das Urheberrecht teilweise ungeklärt. In Deutschland hat der Bundesgerichtshof bereits 1995 bestimmte Voraussetzungen genannt. Werden Graffitis mit Zustimmung des oder der Hauseigentümer angebracht, sind bestimmte Rechtsfolgen zu beachten, zum Beispiel die Panoramafreiheit.

## Öffentliche Wahrnehmung und Kommerzialisierung

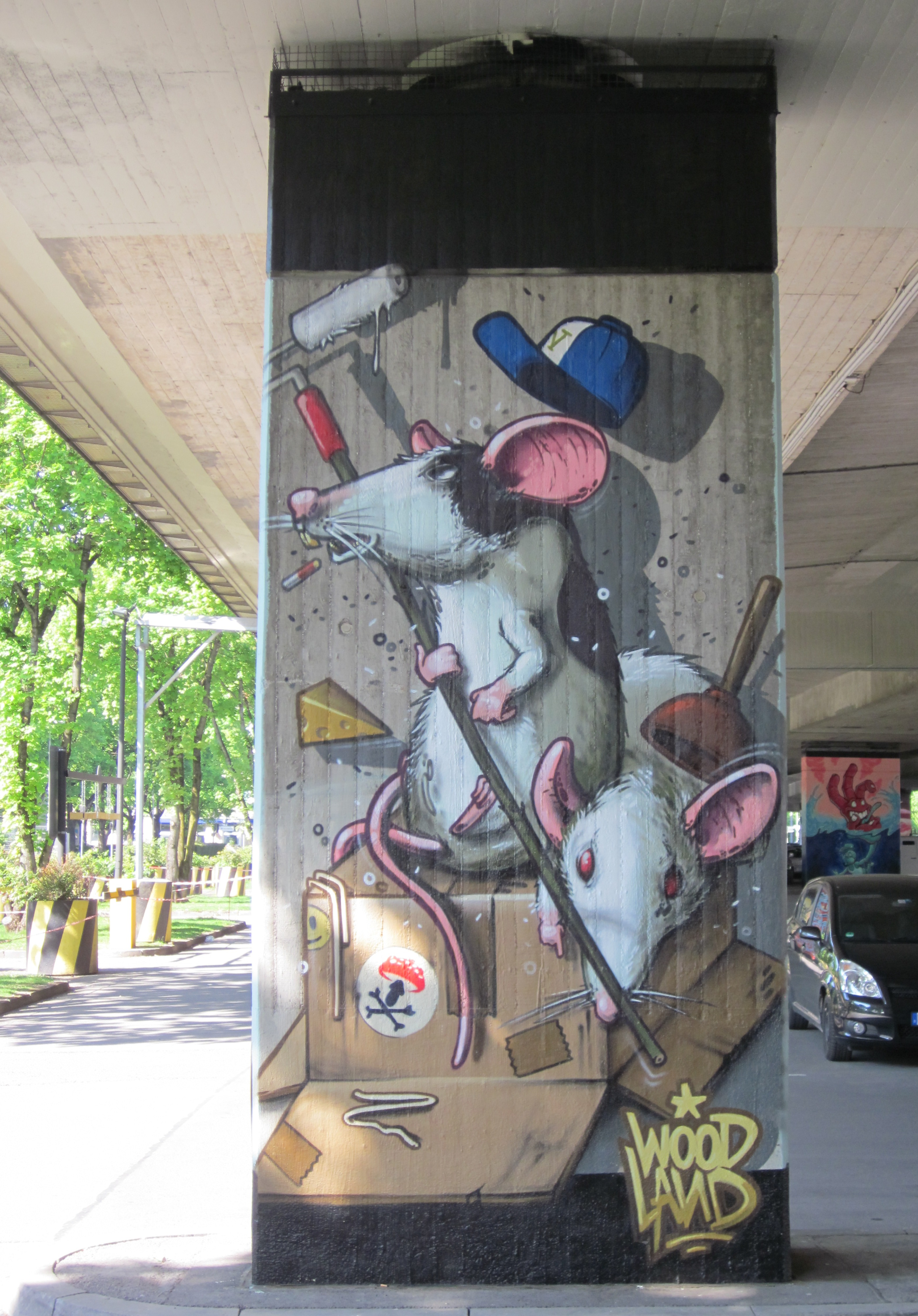
Eines der Graffiti in München, welche die Stadt finanziell förderte

Das Thema Graffiti wird immer wieder kontrovers diskutiert: Graffiti gelten meist unter den Anhängern der Kultur als ein zentrales Ausdrucksmittel urbanen Lebensgefühls und finden speziell unter Jugendlichen häufig Anerkennung. Dagegen empfand 2007 die überwiegende Mehrheit der Bevölkerung Graffiti als Verunstaltung und puren Vandalismus. Aber in der Bevölkerung gehen die Meinungen weit auseinander und es gibt große Unterschiede in der Bewertung einzelner Werke und Ausprägungsformen. Während zum Beispiel die einfarbigen Tags (Signaturkürzel) so wie die meisten anderen Erscheinungsarten von Graffiti als reine „Schmiererei“ und optische Verschmutzung wahrgenommen und strafrechtlich verfolgt werden, werden Werke Einzelner, wie etwa des britischen Streetartists Banksy teilweise hinter Plexiglasscheiben vor Veränderung geschützt oder sogar aus Wänden herausgesägt, um diese zu beachtlichen Beträgen auf Kunstauktionen versteigern zu können. In dem Londoner Stadtbezirk Islington beschloss der Rat, die Graffiti von Banksy nicht nur nicht mehr zu entfernen, sondern sie zu schützen und wieder herzurichten. Brad Pitt beispielsweise ist einer seiner berühmtesten Fans. Ein gesprühtes Strichmännchen des Schweizers Harald Naegeli – übrigens das letzte erhaltene in seiner Heimatstadt – hat der Kanton Zürich 2004 offiziell als Zeitdokument restaurieren lassen. Auch die Graffiti der East Side Gallery wurden gesellschaftlich weitgehend als Kunst anerkannt, sodass es 2013 zu Protesten gegen die Versetzung von Mauerteilen kam. Die Bewertung hängt somit auch entscheidend von der Schönheit und Bedeutung des ursprünglichen Objektes und der Ästhetik der Graffiti ab – wobei ein Graffito szeneintern oft völlig anders bewertet wird als von Außenstehenden. Teile der Szene demonstrieren oder zelebrieren ihr Unrechtsbewusstsein allerdings auch absichtlich und verstärken damit die Ablehnung der Öffentlichkeit.
Wie weit der gesellschaftliche Einfluss und die Akzeptanz von Graffiti schon gediehen ist, zeigt etwa der Umstand, dass in Wien im März 2006 eine Straße von der Stadtverwaltung offiziell in Graffitistraße umbenannt worden ist. Die Stadt Wien hat Graffiti auch bereits offiziell als „Ausdrucksform der Jugendkultur“ und „Kunst“ anerkannt. Auch die Stadt Helsinki hat Ende 2008 nach jahrelanger Nulltoleranzstrategie offiziell erklärt, Graffiti sei „Teil der Stadtkultur“. Potsdam ließ kurze Zeit später Ähnliches verlauten. Die letzten beiden Erklärungen machen die Ästhetik von Graffiti allerdings von ihrer Legalität abhängig. Die Erzabtei Sankt Ottilien lässt seit 2012 die Wände von Nebengebäuden mit Graffiti besprühen. In München wurden seit 2011 Teile der Donnersbergerbrücke mit Unterstützung des städtischen Baureferats und der Stadtsparkasse München besprüht. Als erste Stadt Deutschlands stellte München 2015 einen Sachbearbeiter für Streetart und Graffiti (halbtags) ein. Die Stelle bekam David Kammerer (Künstlername Cemnoz). Mit einem Budget in Höhe von 80.000 € pro Jahr, sollte er u. a. Flächen für legales Sprayen organisieren oder Festivals unterstützen. Weil Kammerer einen Gewissenskonflikt bei sich festgestellt haben soll, oder wegen Streit zwischen Streetart- und Graffitiszene, kündigte er zum Ende der Probezeit. Die Stelle wurde nicht neu besetzt. Die Adern von Jena sind ein offizielles Projekt zur künstlerischen Gestaltung von Fernwärmeleitungen in Thüringen. Im Gegensatz zu diesen Entwicklungen lässt die Stadt Sydney Graffiti konsequent von öffentlichen Flächen entfernen, auch wenn ihr diese nicht gehören und selbst dann, wenn der Hauseigentümer der Anbringung von Graffiti ausdrücklich zugestimmt oder sogar Graffitikünstler eigens dafür bezahlt hat, damit diese sein Eigentum gestalten. Ein weiteres Zeugnis davon, wie groß die Wirkung von Graffiti auf die Gesellschaft ist, zeigt die Gründung diverser Vereine oder das Abhalten internationaler Kongresse zur Bekämpfung dieses Phänomens. Selbst Gesetze werden wegen Graffiti erlassen oder geändert. Bekannte Beispiele sind das 39. Strafrechtsänderungsgesetz 2005 in Deutschland, das erste Anti-Graffiti-Bekämpfungsgesetz 1972 in New York von Bürgermeister John Lindsay sowie das Sprühdosenverkaufsverbot 1985 von Ed Koch. Auch in Australien und Neuseeland ist Minderjährigen der Besitz von Sprühdosen verboten. Seit November 2008 müssen erwischte Graffitisprüher in Mailand eine Geldstrafe von 500 Euro zahlen.

### Kommerzialisierung

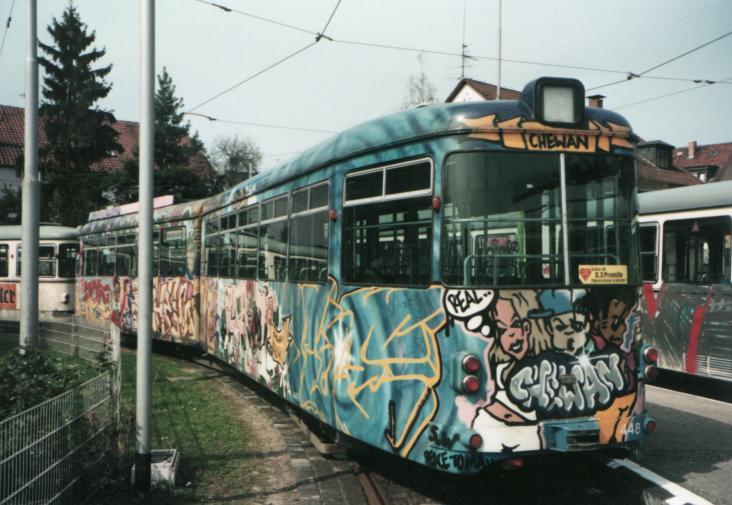
Eine mit Graffiti bemalte Straßenbahn. Es handelt sich hierbei jedoch um Ganzreklame für Chewan-Jeans

Graffiti in seiner Gesamtheit und deren Ästhetik wird auch gerne als Stilmittel in der Werbe- und Designbranche, speziell für Jugendprodukte oder um den Produkten ein jugendlicheres Image zu geben, verwendet. So warb zum Beispiel der Autohersteller Smart mit passender Werbung für das entsprechend gestaltete Sondermodell Graffiti. Auch von Renault gab es bereits ein gleichnamiges Clio-Sondermodell. Opel engagierte DAIM und Loomit für eine Werbekampagne (mit Lena Meyer-Landrut) und Volvo lädt jährlich Graffiti- und Street-Artists nach Zürich zur Volvo Art Session ein.
Der Weltkonzern McDonald’s setzt seit 2005 auf Stenciloptik, ähnlich gestaltet wurde das Logo der Seifenoper Alles was zählt. Das Unternehmen Red Bull ging sogar einen erheblichen Schritt weiter und setzte 2006 mit der Aktion Outsides auf subversives als Streetart getarntes Guerilla-Marketing und der Pocket-Web-Anbieter Ogo lässt seinen Firmennamen direkt auf Wände sprühen. Das waren nur einige wenige Beispiele, in welchen Formen die Industrie Graffiti als Werbemittel aufgreift und sogar teilweise selbst Umgestaltungen im öffentlichen Raum in graffititypischer Weise vornimmt bzw. vornehmen lässt. Die im Stadtbild allgemein vorhandene, legale kommerzielle Außenwerbung sieht sich weit weniger Vorwürfen als Graffiti ausgesetzt.
In seltenen Fällen haben es Graffito auch geschafft, Kultstatus zu erlangen. Ein Beispiel ist das „Horrorwittchen“ in einer Unterführung in Lohr am Main, das auch auf Produkten, wie T-Shirts, vermarktet wird.

### Writing als Kunst

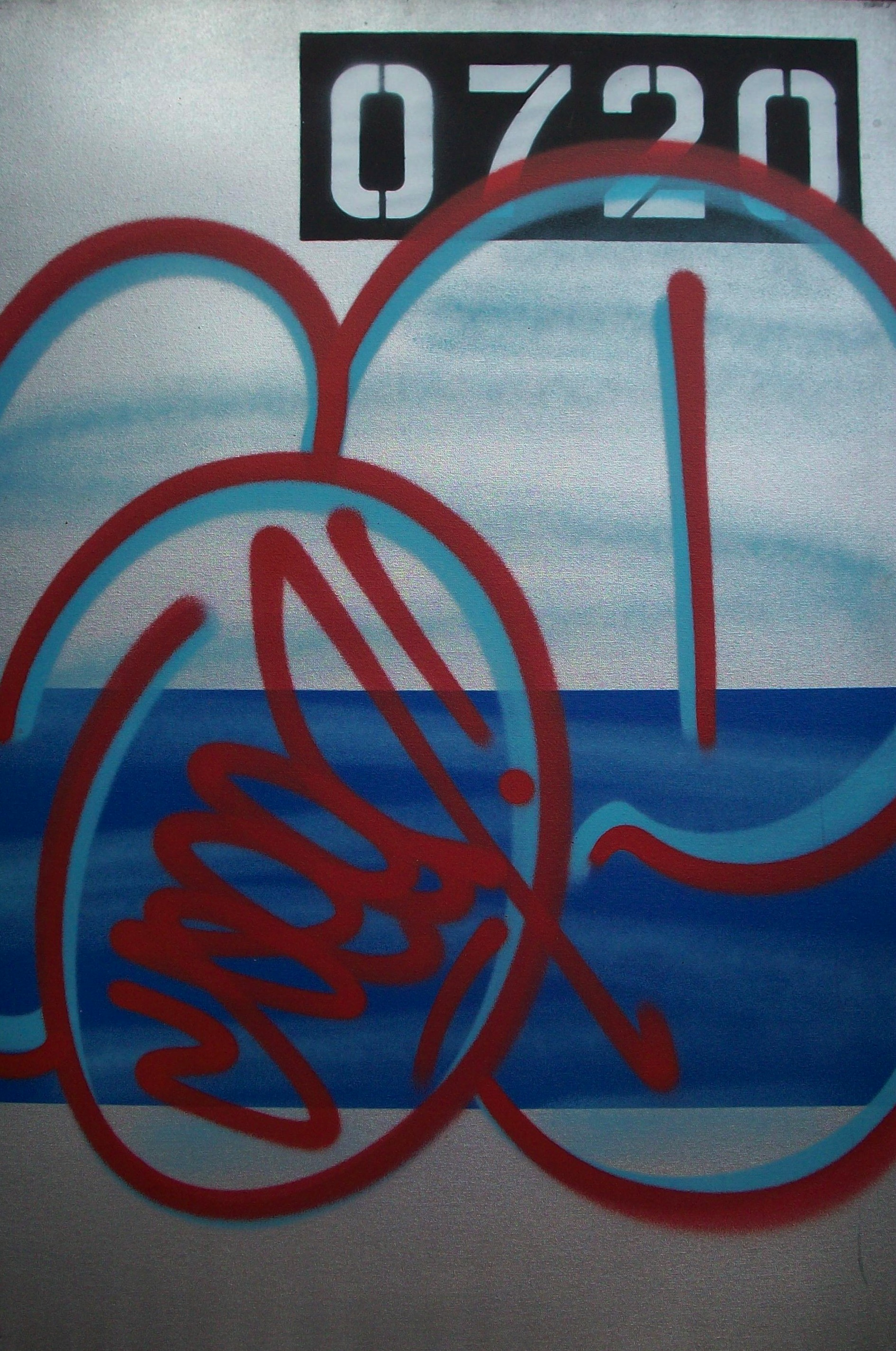
Leinwandarbeit von Seen

Unabhängig von rechtlichen Aspekten lässt sich jedes einzelne Graffito (Tag oder Piece) zunächst als ein Kunstwerk betrachten, das in der Tradition der abstrakten Malerei, der Kalligraphie und der Comic-Ästhetik steht. Allerdings ist nicht jedes Graffito ein „gelungenes“ Kunstwerk. Writing ist ein Genre wie andere auch, und so gibt es auch hier wenige Meister ihres Fachs und viele Lernende, Unbegabte oder Nachahmer. Bestimmte Bewertungen der Werke sind allerdings nur für Szene-Mitglieder relevant.
Teils wird aktuell von Insidern kritisiert, dass Motivwahl und Art der Ausführung heutiger Graffiti sich sehr wiederhole und zu engen Graffiti-Konventionen und Ritualen gehorche, die ursprüngliche Kreativität und Innovation in der Gestaltung sei aber einmal sehr frei gewesen und habe viel mehr der „Selfexpression“, also dem subjektiven künstlerischem Ausdruck der Writer gedient, als heute, wo man oft nur etablierte Writing-Regeln penibel erfülle. Auch habe Graffiti seinen überraschenden Effekt für die Allgemeinheit verloren.
Der Soziologiestudent Hugo Martinez erkannte als Erster die Bedeutung der Writing-Kultur und gründete 1972 die United Graffiti Artists (UGA). Diese Gründung führte zu einer gewissen gesellschaftlichen Anerkennung der Subkultur und Werke der Writer wurden von nun an in Galerien ausgestellt und so – zumindest teilweise – erstmals als Kunst akzeptiert.
Einige Writer wie zum Beispiel Seen, DAIM, JonOne und Jay One sind mittlerweile weltweit anerkannte Künstler, die ihre diversen Werke wie Leinwandarbeiten oder Skulpturen verkaufen und in renommierten Galerien und Museen ausstellen können. Allgemein finden zum Thema Writing/Streetart mittlerweile relativ viele Ausstellungen statt. Die von getting-up organisierten und durchgeführten Urban Discipline Ausstellungen gelten dabei zu den weltweit wichtigsten Graffiti-Ausstellungen. Oder auch die in Berlin von Adrian Nabi initiierte Ausstellungsreihe Backjumps – The Live Issue waren wichtige Präsentationsplattformen. Durch namhafte Kunstsammler wie Rik Reinking wird Graffiti und Street-Art auch in Ausstellungen mit weiteren Kunstgattungen kombiniert präsentiert. Darüber hinaus gibt es zahlreiche Writer, die ihre gestalterischen Erfahrungen zum Beispiel in der Design- oder Werbebranche einsetzen. Andere führen Auftragsarbeiten aus und können teilweise sogar davon leben. Im Gegensatz zu der Zeit, als die Kultur noch in den Kinderschuhen steckte und idealistische Motive im Vordergrund standen, stellt es für viele einen Anreiz dar, die Illegalität hinter sich zu lassen und von ihrem Hobby den Lebensunterhalt bestreiten zu können.

### Magazine
Graffiti-Magazine befassen sich meist mit dem Thema Style-Writing oder Streetart und werden in der Regel von der Szene für die Szene gemacht. Von der breiten Bevölkerung werden solche Publikationen kaum beachtet, zumal sie für gewöhnlich nur im entsprechenden Fachhandel vertrieben werden.
Einige Beispiele:
- 14K (Schweiz) Erstes deutschsprachiges, zweites europäisches und weltweit drittes Hip-Hop-Magazin. Erscheint ab Mai 1988 regelmäßig bis April 1998. 2003 beginnt eine Zusammenarbeit mit dem Zürcher Graffiti-Magazin RaZHia, aus der die Webseite Zeecity.com entsteht.
- Stylefile: erscheint drei Mal pro Jahr (März, Juli, November). Berichtet über Graffiti in Deutschland (speziell Rhein-Main-Gebiet) und Europa.
- Nonstop: erscheint drei Mal pro Jahr. Berichtet über Graffiti und Streetart in der Schweiz und Europa.
- Adrenalin: international bekanntes Graffiti-Magazin aus Saarbrücken.

Mit zunehmendem Einfluss des Internets erscheinen mittlerweile auch viele Magazine als PDF-Datei zum kostenlosen Download.

### Film und Fernsehen
Die klassischen Filme, die sich mit dem Phänomen Writing befassen, sind der Spielfilm Beat Street (1984) und Wild Style! (1983) – eine Mischung aus Dokumentation und Spielfilm. Ebenso wie Style Wars (1983) – eine reine Dokumentation – hatten sie enormen Einfluss auf die rasante Verbreitung der Writing-Kultur und prägten gleichzeitig die Graffitiszene und den Graffiti-Jargon.
Etwas modernere Spielfilme, die sich im weitesten Sinn mit Graffiti auseinandersetzen, sind The Graffiti Artist (2004) und Quality of Life (2004). Aus Deutschland stammen Filmproduktionen wie Status Yo! (2003), Moebius17 (2005) und Wholetrain (2006). Die Regisseure der beiden letzten Filme (Frank Lämmer und Florian Gaag) sind eng mit der Writing-Kultur verwurzelt.
Außer in Filmen taucht das Thema Graffiti ab und zu auch in Fernsehserien auf und zwar im breiten Spektrum von zum Beispiel Soaps über Kriminal- bis hin zu Trickfilmserien, was von einer öffentlichen Wahrnehmung zeugt – für die Graffitiszene aber keine wesentliche Bedeutung oder gar Prägung hat.
Bedeutsamer sind die Dokumentationen der Writing-Szene, die mit einem Blick eines Außenstehenden oder aber von Writern oder Crews entstehen. Eine recht ausgewogene Dokumentation ist Graffiti in Berlin – hier kommen sowohl Writer als auch die Polizei, ein Anti-Graffiti-Verein und ein Reinigungsmittelhersteller in Interviews zu Wort. Aus der Szene selber stammen meist Dokumentationen mit eingeschränkterem Blickwinkel, live gefilmten Aktionen und Interviews mit Writern. Teilweise finden sich darin auch Spielfilmhandlungen, die die Filmszenen thematisch miteinander verbinden, oder anderweitiges Füllmaterial. International ist der 2007 veröffentlichte Film BOMB IT von Jon Reiss die momentan aktuelle und umfassendste Graffiti-Dokumentation.
Das Thema Graffiti oder einzelne Künstler schaffen es gelegentlich auch in die Fernsehnachrichten (zum Beispiel eine Gerichtsverhandlung von OZ in Hamburg), in Talkshows (Slide bei Riverboat im MDR) oder füllen ganze Reportagen (Loomit – Der Sprayer auf Arte).

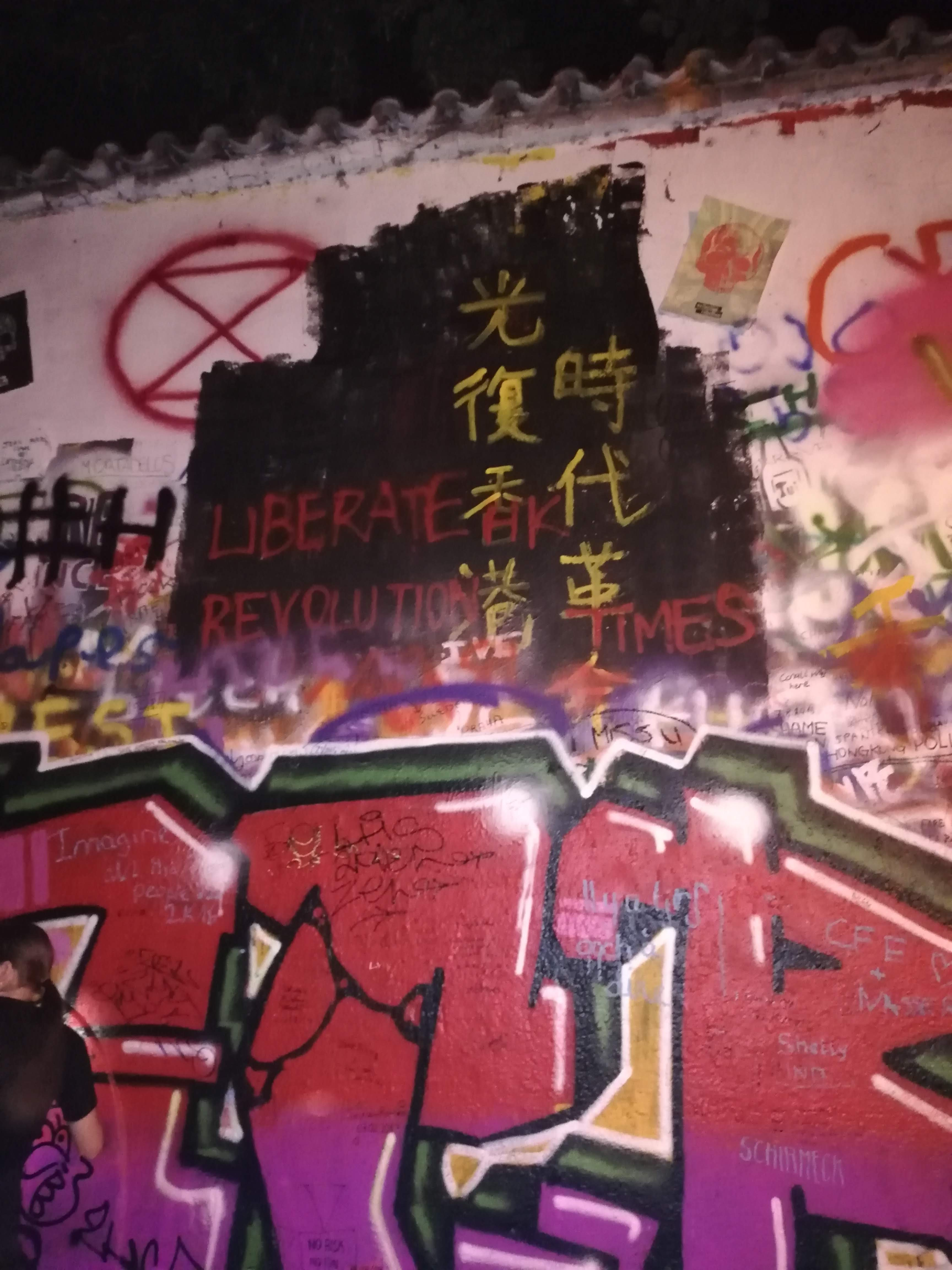
Graffiti an Prager Club

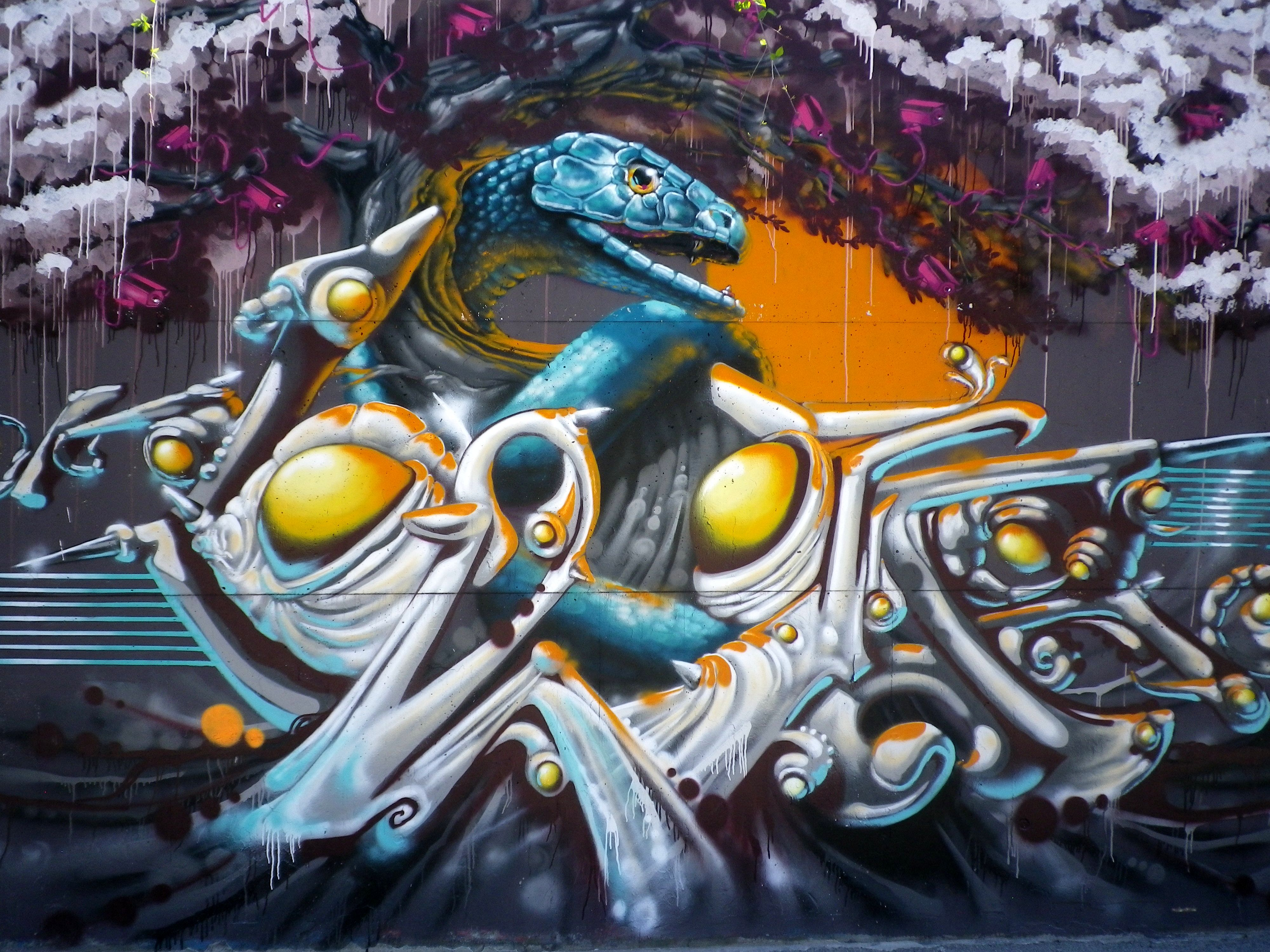
Graffito an der Hall of Fame in Ingolstadt

### Videospiele
- 2004 erschien GTA San Andreas, in dem man als eine Nebenmission Ganggraffiti übersprühen muss. Allerdings war bereits in den Vorgängern der Videospielserie Graffiti ein Mittel, um Realitätsnähe zu erzeugen. Für  GTA IV wurden eigens COPE2 und andere bekannte New Yorker Writer engagiert und deren Werke in das Spiel integriert, um Authentizität zu erzeugen.
- In der Videospielserie Tony Hawk’s finden sich ebenfalls in den meisten Levels Graffiti. In den Teilen Tony Hawk’s Underground 2 und Tony Hawk’s American Wasteland kann man eigene Logos erstellen und selbst sprühen.
- Im Februar 2006 erschien das Videospiel Marc Ecko’s Getting Up: Contents Under Pressure, das ausschließlich das Thema Writing zum Inhalt hat. Auch hier sind eigens Szenegrößen engagiert worden.
- Klark Kent entwickelte das Online-Spiel Bomb the World,[128] bei dem man seine eigenen Werke durch die Spielergemeinschaft bewerten lassen und so in der Spielerrangliste aufsteigen kann. Dieses Prinzip kommt der Grundidee der Writing-Kultur sehr nahe.
- Ein weiteres Online-Spiel, das ähnlich wie Bomb the World aufgebaut ist, ist LRPD Vandalsquad.[129] Mittlerweile ist das Spiel online nicht mehr erhältlich.
- Das Spiel Vandals von Cosmografik[130] ermöglicht es Gamern nicht nur, in Weltmetropolen Graffiti zu sprayen, sondern stellt ihnen auch berühmte Graffitikünstler und ihre Werke vor.

## Graffiti-Künstler
- Banksy
- DAIM
- Darco
- Dare
- Peter Ernst Eiffe
- Jeroo
- Loomit
- Lake13
- Martin Heuwold
- Oz
- Klaus Paier
- Tasso (Graffitikünstler)
- Miss.Tic
- Gérard Zlotykamien
- Bomber One

## Graffiti-Fotografen
- Martha Cooper
- Fritz Peyer